# Civilizația de pe Valea Indului

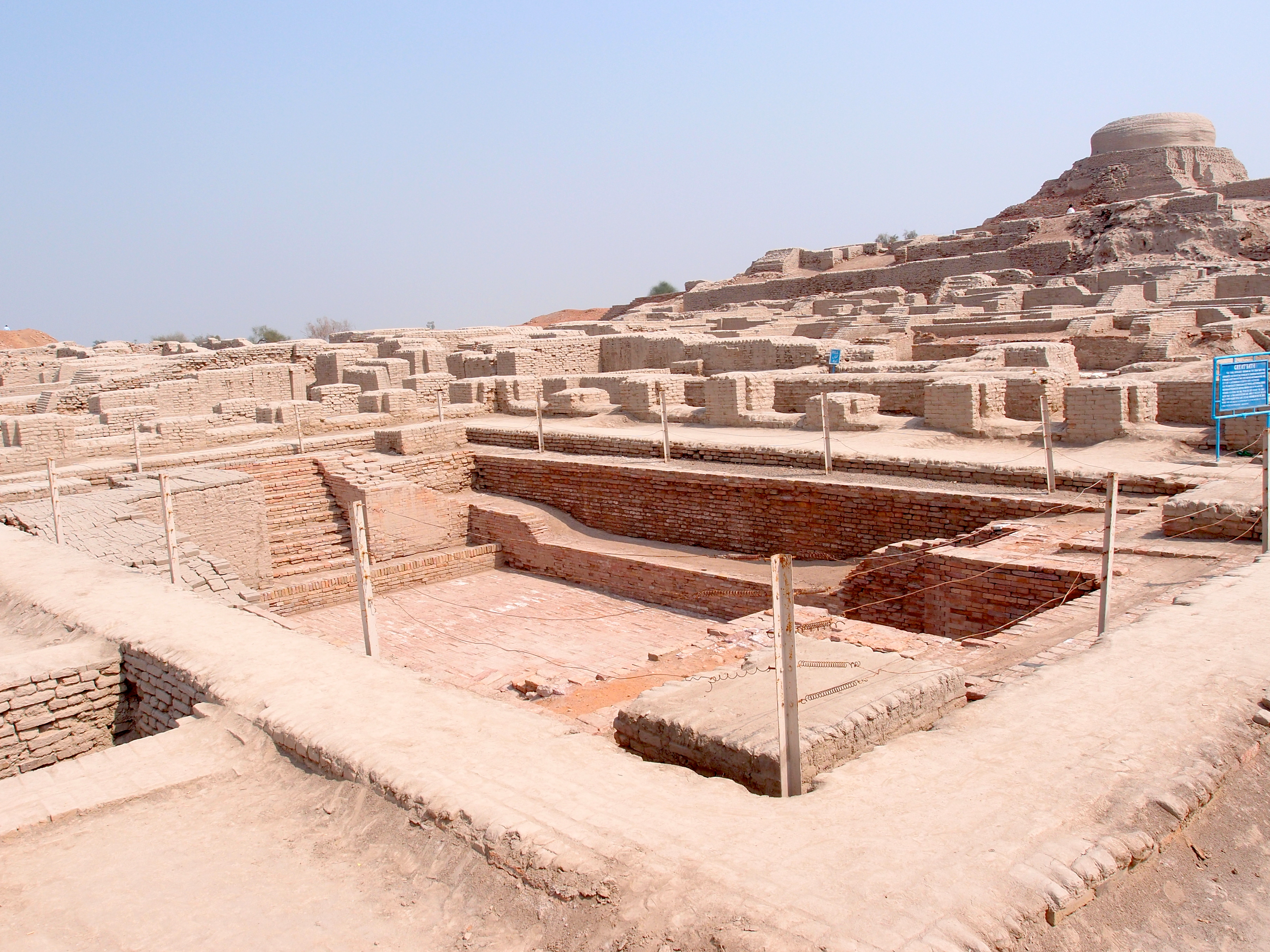
Ruine excavate ale Mohenjo-daro (provincia Sindh, Pakistan), arătând Marea Baie în fundal. Mohenjo-daro, pe malul drept al Indului, e un sit de patrimoniu UNESCO, primul sit din Asia de Sud care să fie declarat

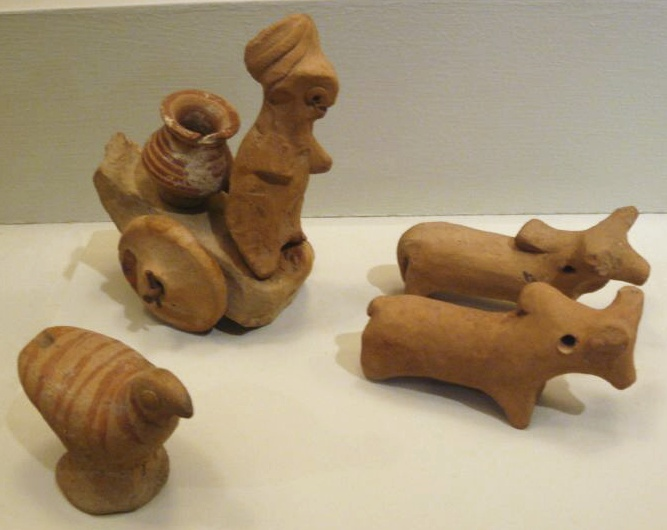
Reprezentări miniaturale votive sau jucării de la Harappa, circa 2500 î.Hr.. Figurinele de teracotă modelate cu mâna indică jugarea boilor zebu pentru tragerea unui car și prezența găinilor, o pasăre de junglă domesticită

Civilizația de pe Valea Indului (CVI) a fost o civilizație a Epocii Bronzului din regiunile nord-vestice ale Asiei de Sud, care a trăit între 3300 î.Hr. și 1300 î.Hr. și în forma sa matură între 2600 î.Hr. și 1900 î.Hr.. Împreună cu Egiptul Antic și Mesopotamia, a fost una dintre cele trei civilizații timpurii din Orientul Apropiat și Asia de Sud, iar dintre cele trei, cea mai răspândită, siturile sale acoperind o zonă care se întinde din nord-estul Afganistanului, prin o mare parte din Pakistan, și până în vestul și nord-vestul Indiei. A înflorit în bazinele fluviului Ind, care curge prin Pakistan și de-a lungul unui sistem de râuri perene, în mare parte hrănite cu musoni, care în trecut curgeau în vecinătatea râului sezonier Ghaggar-Hakra din nord-vestul Indiei și estul Pakistanului.
Orașele civilizației au fost remarcate pentru planificarea urbană, casele de cărămidă coaptă, sistemele de desecare elaborate, sistemele de alimentare cu apă, grupurile de clădiri mari nerezidențiale și noile tehnici în artizanat (produse de carneol, sculptarea sigiliilor) și metalurgia (cupru, bronz, plumb, și staniu). E foarte probabil ca marile orașe Mohenjo-daro și Harappa să fi avut populații între 30.000 și 60.000 de indivizi, iar civilizația însăși în timpul înfloririi sale să fi cuprins între unu și cinci milioane de indivizi.
Uscarea treptată a solului regiunii în mileniul 3 î.Hr. ar fi putut să fie impulsul inițial pentru urbanizarea asociată civilizației, dar, în cele din urmă, musonii mai slabi și reducerea aprovizionării cu apă au dus la dispariția civilizației, și la împrăștierea populația spre est și sud.
Civilizația de pe Valea Indului este, de asemenea, cunoscută și ca civilizația harappa sau civilizația harappă, după unul dintre siturile sale principale, Harappa, primul dintre siturile care a fost excavat la începutul secolului 20 în ceea ce era atunci provincia Punjab a Indiei Britanice și care acum e Pakistanul. Descoperirea Harappei și la scurt timp după aceea a Mohenjo-daro-ului a fost punctul culminant al lucrărilor începute în 1861 odată cu fondarea Studiului Arheologic din India în timpul Indiei Britanice. Cu toate acestea, au existat culturi anterioare și ulterioare numite adesea harappa timpuriu și harappa târziu în aceeași zonă; din acest motiv, civilizația harappa este uneori numită harappa matur pentru a o deosebi de aceste alte culturi.
Până în 2002, au fost raportate peste 1.000 de orașe și așezări harappe mature, dintre care puțin sub 100 fuseseră excavate. Totuși există doar cinci situri urbane majore: Harappa, Mohenjo-daro (parte a Patrimoniului Mondial UNESCO), Dholavira, Ganeriwala și Rakhigarhi. Culturile harappe timpurii au fost precedate de sate agricole neolitice locale, din care au fost populate câmpiile râurilor.
Limba harappă nu este atestată direct, iar apartenența sa este necunoscută, deoarece scrierea harappă a rămas nedescifrată. O relație cu familia dravidiană sau cu cea elamo-dravidiană este favorizată de o partea a cercetătorilor.

## Nume
Civilizația de pe Valea Indului este numită după sistemul fluvial al Indului în ale cărui câmpii aluviale au fost identificate și excavate siturile timpurii ale civilizației. Urmând o tradiție în arheologie, civilizația este denumită uneori civilizația harappa sau civilizația harappă, după Harappa, primul sit care a fost excavat în anii 1920; acest lucru este valabil mai ales pentru utilizarea folosită de Studiul Arheologic din India după independența Indiei în 1947.
Termenul „Ghaggar-Hakra” figurează în mod evident în denumirile moderne aplicate civilizației de pe Valea Indului datorită unui număr bun de situri găsite de-a lungul râului Ghaggar-Hakra în nord-vestul Indiei și estul Pakistanului. Termenii „Civilizația Ind-Sarasvati” și „Civilizația Sindhu-Saraswati” au fost, de asemenea, folosiți în literatură după o identificare presupusă a Ghaggar-Hakra-ului cu râul Saraswati descris în primele capitole din Rig Veda, o colecție de imnuri scrise în sanscrita arhaică în mileniul 2 î.Hr.. Cercetări geofizice recente sugerează că spre deosebire de Sarasvati, ale cărui descrieri în Rig Veda sunt cele ale unui râu hrănit cu zăpadă, Ghaggar-Hakra a fost un sistem de râuri perene hrănite cu musoni, care au devenit sezoniere în perioada în care civilizația s-a diminuat, aproximativ acum 4.000 de ani.

## Zona

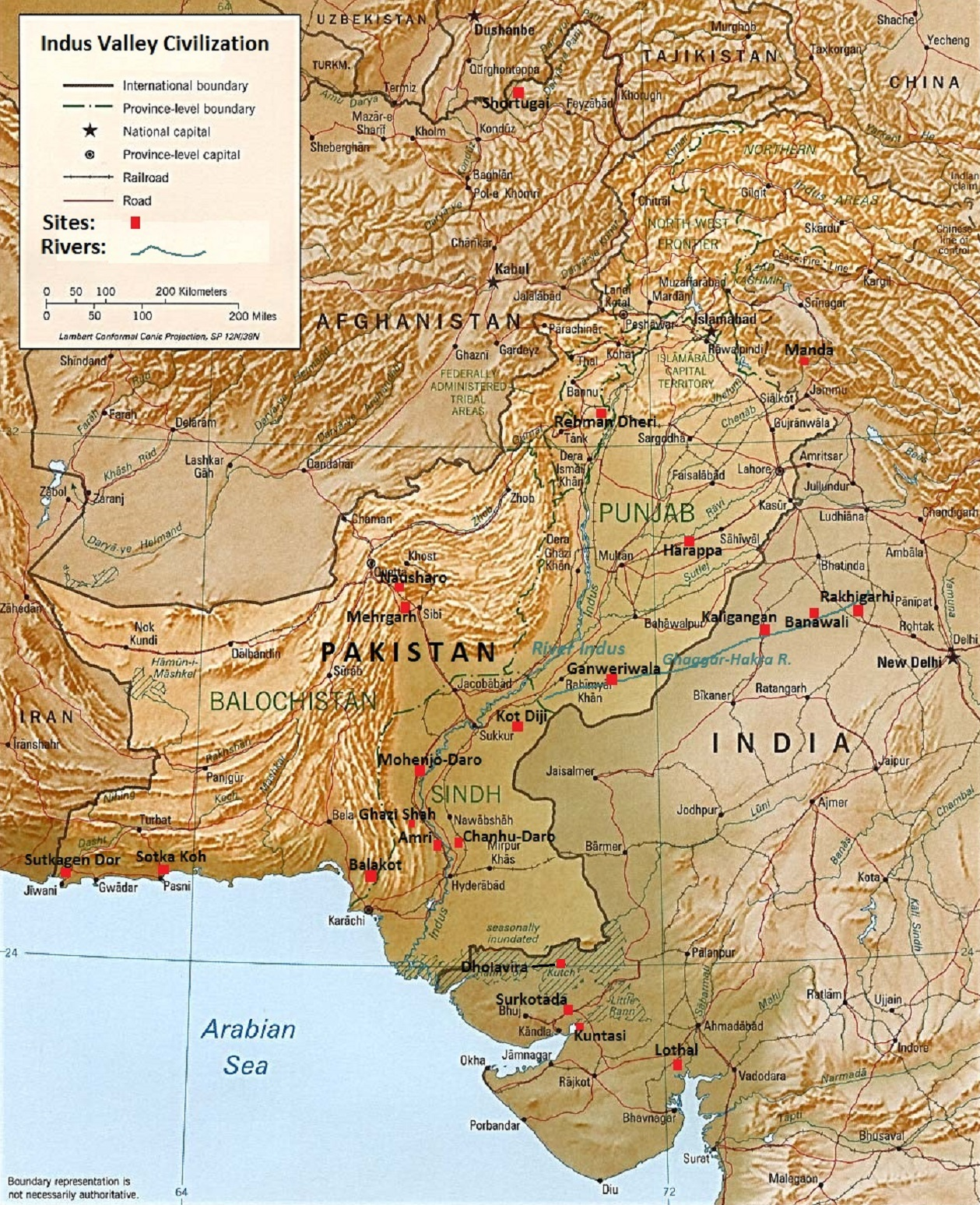
Siturile majore și zona pe care o ocupa Civilizația de pe Valea Indului

Civilizația de pe Valea Indului a fost aproximativ contemporană cu celelalte civilizații fluviale ale lumii antice: Egiptul de-a lungul Nilului, Mesopotamia în ținuturile prin care trec Eufratul și Tigru, și China în bazinul Fluviului Galben și al lui Yangtze. Până la faza sa matură, civilizația se răspândise pe o zonă mai mare decât celelalte, care includea un nucleu de 1.500 de kilometri până în câmpia aluvială a Indului și a afluenților săi. În plus, a existat o regiune cu floră, faună și habitate foarte diferite, de până la zece ori mai mare, care a fost modelată cultural și economic de Ind.
În jurul anului 6500 î.Hr., agricultura a apărut în Baluchistan. În mileniile următoare, viața stabilită a făcut incursiuni în câmpiile Indului, stabilind scena pentru creșterea așezările umane rurale și urbane. Viața sedentară mai organizată, la rândul său, a dus la o creștere netă a natalității." Marile centre urbane din Mohenjo-daro și Harappa au crescut foarte probabil până la între 30.000 și 60.000 de indivizi și în timpul înfloririi civilizației, populația subcontinentului crescâmd la 4-6 milioane de oameni. În această perioadă, rata mortalității a crescut, din cauza faptului că oamenii stăteau aproape de animalele lor domestice și astfel s-au dezvoltat boli contagioase. Conform unei estimări, populația harappă la vârf ar fi putut să fie cuprinsă între unu și cinci milioane.
Civilizația s-a extins din Balochistanul Pakistanului în vest, până în Uttar Pradesh în est (vestul Indiei), de la nord-estul Afganistanului la nord, până la statul Gujarat al Indiei, la sud. Cel mai mare număr de situri se află în statele Gujarat, Haryana, Punjab, Rajasthan, Uttar Pradesh, Jammu și Cașmir din India, și provinciile Sindh, Punjab și Balochistan din Pakistan. Așezările de coastă s-au extins de la Sutkagan Dor în Balucistanul de Vest până la Lothal în Gujarat. Un sit al civilizației a fost găsit pe râul Oxus la Shortugai în nordul Afganistanului, în valea râului Gomal din nord-vestul Pakistanului, la Manda pe râul Beas lângă Jammu, și la  Alamgirpur pe râul Hindon, la doar 28 km de Delhi. Cel mai sudic sit al civilizației este Daimabad, în Maharashtra. Siturile din Valea Indului au fost găsite cel mai adesea pe râuri, dar și pe litoralul antic, de exemplu, Balakot, și pe insule, ca Dholavira.

## Descoperirea și istoria excavărilor
„Alți trei cărturari ale căror nume nu pot să le trec în tăcere, sunt regretatul domn R. D. Banerji, căruia îi aparține meritul de a fi descoperit, dacă nu chiar Mohenjo-daro-ul, în orice caz înalta sa vechime și succesorii săi imediați în sarcina excavării, domnii M.S. Vats și K.N. Dikshit. ... probabil că nimeni, cu excepția mea, nu poate să aprecieze pe deplin dificultățile și greutățile cu care au trebuit să se confrunte în primele trei sezoane/anotimpuri de la Mohenjo-daro” 

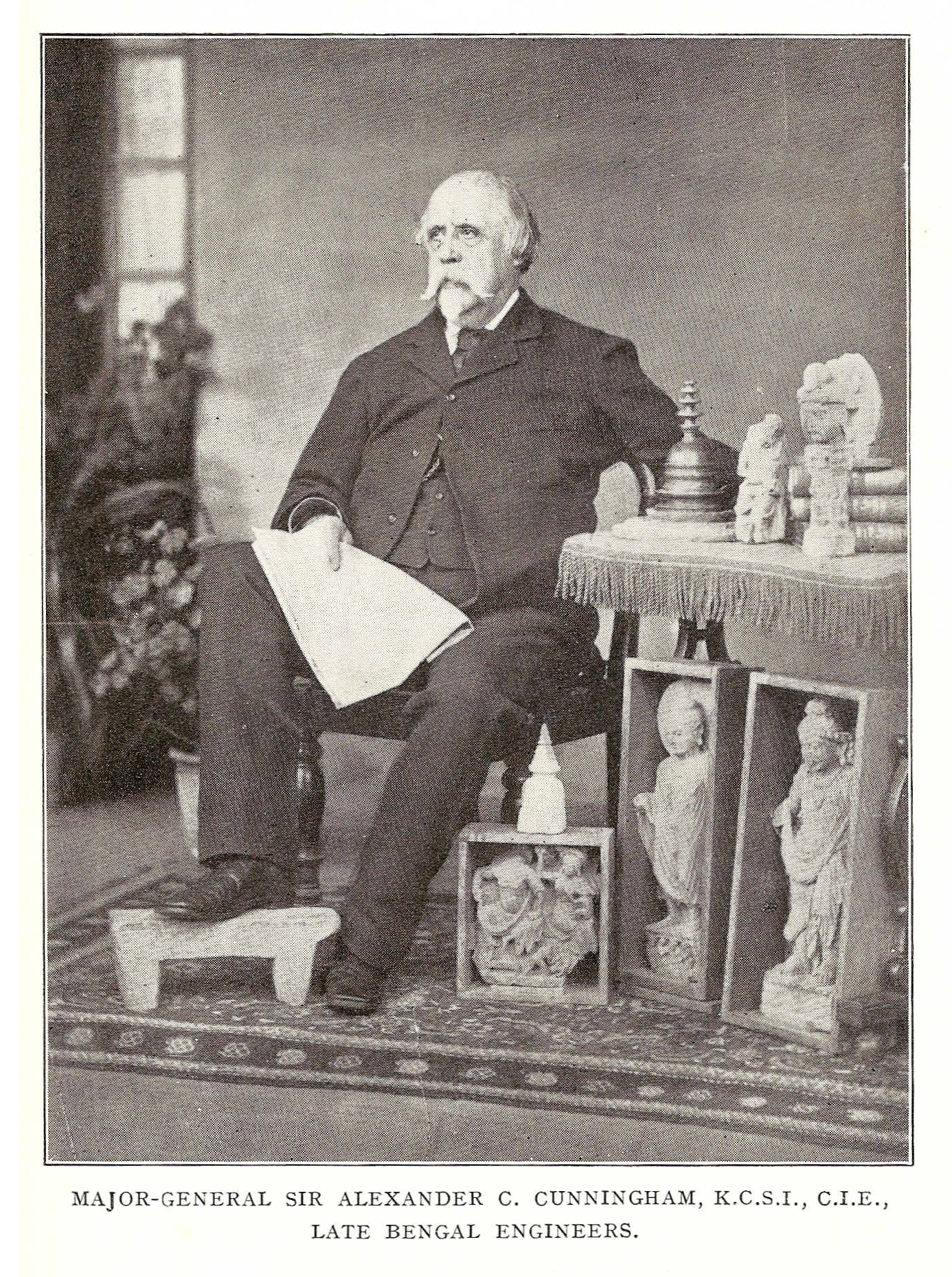
Alexander Cunningham, primul director general al Studiului Arheologic din India (SAI în română, ASI în engleză), a interpretat un sigiuliu ștampilă harapp în 1875

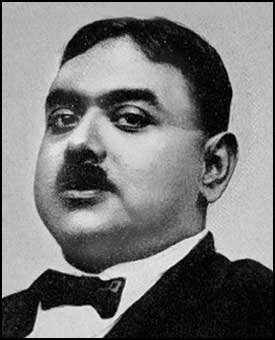
R. D. Banerji, un ofițer al SAI-ului, a vizitat Mohenjo-daro-ul în 1919–1920, și din nou în 1922–1923, și postulat antichitatea îndepărtată a sitului

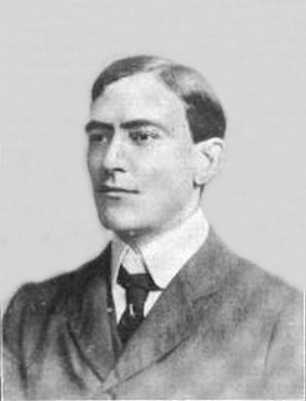
John Marshall, directorul-general al SAI-ului între 1902 și 1928, care a supravegheat săpăturile de la Harappa și Mohenjo-daro, prezentate într-o fotografie din 1906

Primele relatări moderne despre ruinele civilizației harappe sunt cele ale lui Charles Masson, un dezertor din armata Companiei Indiilor de Est. În 1829, Masson a călătorit prin statul princiar Punjab, adunând informații utile companiei în schimbul unei promisiuni de clemență. Un aspect al acestui aranjament a fost cerința suplimentară de a preda companiei orice artefact istoric dobândit în timpul călătoriilor sale. Masson, care se pricepuse la studiile clasice, în special la campaniile militare ale lui Alexandru cel Mare, a ales pentru drumeția sa câteva dintre aceleași orașe care au fost prezente în campaniile lui Alexandru și ale căror situri arheologice fuseseră remarcate de către cronicarii campaniei. Descoperirea arheologică majoră a lui Masson în Punjab a fost Harappa, o metropolă a civilizației din valea afluentului Indului, râul Ravi. Masson a făcut numeroase note și ilustrații ale bogatelor artefacte istorice ale Harappei, multe zăcând pe jumătate îngropate. În 1842, Masson a inclus observațiile sale despre Harappa în cartea Narrative of Various Journeys in Baluchistan, Afghanistan, and the Punjab (Narațiune a Diverselor Călătorii în Baluchistan, Afganistan și Punjab). El încadrează ruinele Harappa într-o perioadă de istorie înregistrată, crezând în mod eronat că ar fi fost descrise mai devreme în timpul campaniei lui Alexandru. Masson a fost impresionat de dimensiunea extraordinară a sitului și de mai multe movile mari formate din eroziunea existentă de multă vreme.
Doi ani mai târziu, Compania l-a contractat pe Alexander Burnes ca să navigheze pe Ind pentru a evalua fezabilitatea călătoriei pe apă pentru armata sa. Burnes, care s-a oprit și în Harappa, a remarcat cărămizile coapte folosite la zidăria veche a sitului, dar a remarcat și luarea întâmplătoare a acestor cărămizi de către populația locală.
În ciuda acestor rapoarte, Harappa a fost atacată și mai periculos pentru cărămizi după anexarea britanică a Punjabului în 1848–1849. Un număr considerabil a fost transportat ca pietriș de cale ferată pentru liniile care erau în Punjab. Aproape 160 km de cale ferată între Multan și Lahore, așezată la mijlocul anilor 1850, a fost susținută de cărămizi harappe.
În 1861, la trei ani după dizolvarea Companiei Indiilor de Est și stabilirea Indiei Britanice, arheologia din subcontinent a devenit organizată mai formal odată cu înființarea Studiului Arheologic al Indiei (SAI). Alexander Cunningham, primul director general al Studiului, care a vizitat Harappa în 1853 și a remarcat zidurile impunătoare din cărămidă, a revenit ca să efectueze un studiu, dar de data asta al unui sit al cărui strat superior a fost înlăturat între timp. Chiar dacă obiectivul său inițial de a demonstra că Harappa a fost un oraș budist pierdut menționat în secolul 7 d.Hr., călătoriile vizitatorului chinez, Xuanzang, s-au dovedit evazive, Cunningham publicându-și descoperirile în 1875. Pentru prima dată, a interpretat un sigiliu ștampilă harapp, cu scrierea necunoscută, care a concluzionat că ar fi de origine străină Indiei.
Lucrările arheologice de la Harappa au rămas după aceea până când un nou vicerege al Indiei, Lord Curzon, a promovat Legea de Conservare a Monumentelor Antice din 1904 și l-a numit pe John Marshall să conducă SAI. Câțiva ani mai târziu, Hiranand Sastri, care fusese însărcinat de Marshall să cerceteze Harappa, a raportat că așezarea e de origine nonbudistă și, implicit, mai veche. Exproprind Harappa pentru SAI conform legii, Marshall a îndrumat arheologul de la ASI Daya Ram Sahni să excaveze cele două movile ale sitului.

Mai la sud, de-a lungul Indusului în provincia Sindh, situl în mare parte netulburat al Mohenjo-daro-ului a atras atenție. Marshall a desemnat o succesiune de ofițeri SAI ca să cerceteze situl. Printre ei se numărau D. R. Bhandarkar (1911), R. D. Banerji (1919, 1922-1923) și M. S. Vats (1924). În 1923, la a doua sa vizită la Mohenjo-daro, Baneriji i-a scris lui Marshall despre situl ăsta, postulând o origine în „antichitate îndepărtată” și notând o asemănare a unora dintre artefactele sale cu cele din Harappa. Mai târziu, în 1923, Vats, de asemenea, în corespondență cu Marshall, a remarcat același lucru mai precis despre sigiliile și scrierea găsite în ambele situri. În ceea ce privește ponderea acestor opinii, Marshall a ordonat aducerea datelor cruciale de pe cele două situri într-o singură locație și i-a invitat pe Banerji și Sahni la o discuție comună. Până în 1924, Marshall a devenit convins de semnificația descoperirilor și, la 24 septembrie 1924, a făcut o tentativă publică, dar vizibilă, în Illustrated London News:
„Nu de multe ori a fost dat arheologilor, așa cum i-a fost dat lui Schliemann la Tirint și Micene, sau lui Stein în deșerturile din Turkistan, pentru a lumina rămășițele unei civilizații de mult uitate. Se pare, totuși, că în acest moment, parcă am fi fost în pragul unei astfel de descoperiri în câmpiile Indului.”
Săpături sistematice au început la Mohenjo-daro în 1924–1925 cu cea a lui K. N. Dikshit, continuând cu cele ale lui H. Hargreaves (1925–1926) și ale lui Ernest J. H. Mackay (1927–1931). Până în 1931, o mare parte din Mohenjo-daro fusese excavată, dar săpăturile ocazionale au continuat, ca cea condusă de Mortimer Wheeler, un nou director general al SAI-ului numit în 1944.
După împărțirea Indiei în 1947, când majoritatea siturilor excavate ale Civilizației de pe Valea Indului se aflau pe teritoriul acordat Pakistanului, Studiul Arheologic al Indiei, zona sa de autoritate redusă, a efectuat un număr mare de cercetări și săpături de-a lungul sistemului Ghaggar-Hakra din India. Unii au speculat că sistemul Ghaggar-Hakra ar putea să producă mai multe situri decât bazinul râului Ind. Până în 2002, au fost raportate peste 1.000 de orașe și așezări mature harappe, dintre care puțin sub 100 au fost excavate, în principal în regiunea generală a râurilor Ind și Ghaggar-Hakra și a afluenților lor;  totuși, există doar cinci mari situri urbane: Harappa, Mohenjo-daro, Dholavira, Ganeriwala și Rakhigarhi. Conform unui istoric, aproximativ 616 de situri au fost raportate în India, în timp ce 406 de situri au fost raportate în Pakistan. Cu toate acestea, conform arheologului Shereen Ratnagar, multe situri Ghaggar-Hakra din India sunt de fapt cele ale culturilor locale; unele situri prezintă contactul cu civilizația harappă, dar doar câteva sunt cele harappe complet dezvoltate.
Spre deosebire de India, în care după 1947, SAI a încercat să „indianizeze” lucrările arheologice în concordanță cu obiectivele noii națiuni de unitate națională și continuitate istorică, în Pakistan imperativul național era promovarea patrimoniului islamic și, în consecință, munca arheologică pe siturile timpurii a fost lăsată în seama arheologilor străini. După despărțire, Mortimer Wheeler, directorul al SAI-ului din 1944, a supravegheat înființarea instituțiilor arheologice în Pakistan, aderându-se ulterior la efortul UNESCO însărcinat cu conservarea sitului de la Mohenjo-daro. Alte eforturi internaționale de la Mohenjo-daro și Harappa au inclus Proiectul de Cercetare Aachen Mohenjo-daro, Misiunea Italiană la Mohenjo-daro și Proiectul American de Cercetare Arheologică Harappa (HARP în engleză) fondat de George F. Dales. În urma unei inundații întâmplătoare care a expus o porțiune a unui sit arheologic la poalele Pasului Bolan din Baluchistan, au fost efectuate săpături în Mehrgarh de arheologul francez Jean-François Jarrige și echipa sa.

## Cronologie
Orașele civilizației de pe Valea Indului aveau „ierarhii sociale, sistemul lor de scriere, marile lor orașe planificate și comerțul lor pe distanțe lungi [care] le marchează pentru arheologi ca o civilizație deplină.” Faza matură a civilizației harappe a durat din circa 2600 până în circa 1900 î.Hr.. Odată cu includerea culturilor predecesoare și succesoare - cele harappe timpurii și, respectiv, cele harappe târzii - se poate considera că întreaga civilizație a Văii Indului a trăit între secolele 33 și 14 î.Hr.. Face parte din tradiția Văii Indului, care include, de asemenea, ocuparea preharappă a Mehrgarh-ului, cel mai vechi sit agricol din Valea Indului.
Pentru CVI (numele civilizației abreviat) sunt folosite mai multe periodizări. Clasificarea folosită cel mai frecvent încadrează civilizația harappă în trei faze, cea timpurie, cea matură și cea târzie. O abordare alternativă a lui Shaffer împarte tradiția mai largă a Văii Indului în patru ere, epoca preharappă „Early Food Producing Era” (Era Timpurie a Producerii Mâncării) și perioadele de Regionalizare, Integrare și Localizare, care corespund aproximativ cu fazele timpurie, matură și târzie.
| Date (î.Hr.) | Faza Principală                                               | Fazele Mehrgarh                            | Fazele harappe                        | Fazele postharappe                                                                                  | Era                                                                             |
| ------------ | ------------------------------------------------------------- | ------------------------------------------ | ------------------------------------- | --------------------------------------------------------------------------------------------------- | ------------------------------------------------------------------------------- |
| 7000–5500    | Preharappă                                                    | Mehrgarh I și Bhirrana (neolitic aceramic) |                                       | | Era Timpurie a Producerii Mâncării                                              |
| 5500–3300    | Preharappă/harappă timpurie                                   | Mehrgarh II–VI (neolitic ceramic)          |                                       | | Era Regionalizării c. 4000–2500/2300 (Shaffer) c. 5000–3200 (Coningham & Young) |
| 3300–2800    | Harappă timpurie c. 3300–2800 (Mughal) c. 5000–2800 (Kenoyer) |                                            | Harappă 1 (Faza Ravi; Cultura Hakra)  | | Era Regionalizării c. 4000–2500/2300 (Shaffer) c. 5000–3200 (Coningham & Young) |
| 2800–2600    | Harappă timpurie c. 3300–2800 (Mughal) c. 5000–2800 (Kenoyer) | Mehrgarh VII                               | Harappă 2 (Faza Kot Diji, Nausharo I) | | Era Regionalizării c. 4000–2500/2300 (Shaffer) c. 5000–3200 (Coningham & Young) |
| 2600–2450    | Harappă matură (Civilizația de pe Valea Indului)              |                                            | Harappă 3A (Nausharo II)              | | Era Integrării                                                                  |
| 2450–2200    | Harappă matură (Civilizația de pe Valea Indului)              |                                            | Harappă 3B                            | | Era Integrării                                                                  |
| 2200–1900    | Harappă matură (Civilizația de pe Valea Indului)              |                                            | Harappă 3C                            | | Era Integrării                                                                  |
| 1900–1700    | Harappă târzie                                                |                                            | Harappă 4                             | Cimitirul H Cultura ceramicii colorate ocru                                                         | Era Localizării                                                                 |
| 1700–1300    | Harappă târzie                                                |                                            | Harappă 5                             | Cimitirul H Cultura ceramicii colorate ocru                                                         | Era Localizării                                                                 |
| 1300–600     | Postharappă India Epocii de Fier                              |                                            |                                       | Cultura ceramicii pictate gri (1200–600) Perioada vedică (c. 1500–500)                              | Era Regionalizării c. 1200–300 (Kenoyer) c. 1500–600 (Coningham & Young)        |
| 600–300      | Postharappă India Epocii de Fier                              |                                            |                                       | Cultura de nord a ceramicii negre lucioase (Epoca de Fier) (700–200) A doua urbanizare (c. 500–200) | Era Integrării                                                                  |

## Era preharappă: Mehrgarh
Format:Vezi și: Revoluția neolitică
Mehrgarh este un sit montan neolitic (7000 î.Hr. spre 2500 î.Hr.) din provincia Baluchistan a Pakistanului, care a dat noi informații despre apariția Civilizației de pe Valea Indului. Mehrgarh e unul dintre cele mai vechi situri cu dovezi ale agriculturii și creșterii creșterii animalelor în Asia de Sud. Mehrgarh a fost influențat de neoliticul din Orientul Apropiat, cu asemănări între „soiurile de grâu domesticite, fazele timpurii ale agriculturii, ceramica, alte artefacte arheologice, unele plante domestice și animale de turmă”.
Jean-François Jarrige susține o origine independentă a Mehrgarh-ului. Jarrige notează „presupunerea că economia agricolă a fost introdusă cu drepturi depline din Orientul Apropiat în Asia de Sud”  și asemănările dintre siturile neolitice din estul Mesopotamiei și valea vestică a Indului, care sunt dovezi ale unui „continuum cultural” între siturile astea. Dar având în vedere originalitatea Mehrgarh-ului, Jarrige ajunge la concluzia că Mehrgarh are un fundal local mai timpuriu, „și nu este „un backwater” al culturii neolitice din Orientul Apropiat.”
Lukacs și Hemphill sugerează o dezvoltare locală inițială a Mehrgarh-ului, cu o continuitate în dezvoltarea culturală, dar o schimbare a populației. Conform lui Lukacs și lui Hemphill, în timp ce există o continuitate puternică între culturile neolitice și calcolitice (Epoca de Cupru) din Mehrgarh, dovezile dentare arată că populația calcolitică nu a coborât din populația neolitică din Mehrgarh, ceea ce „sugerează niveluri moderate  de flux de gene.” Mascarenhas și colab. (2015) remarcă faptul că „noi tipuri de corpuri, posibil din Asia de Vest, sunt raportate din mormintele din Mehrgarh începând cu faza Togau (3800 î.Hr.).”
Gallego Romero și colab. (2011) afirmă că cercetările lor privind toleranța la lactoză în India sugerează că „contribuția genetică vestică eurasiatică identificată de Reich și colab. (2009) reflectă în principal fluxul de gene din Iran și Orientul Mijlociu.” În plus, observă că „primele dovezi ale păstoririi bovinelor în Asia de Sud provin din situl Mehrgarh din valea râului Ind și este datată la 7.000 ÎP.”

## Perioada harappă timpurie

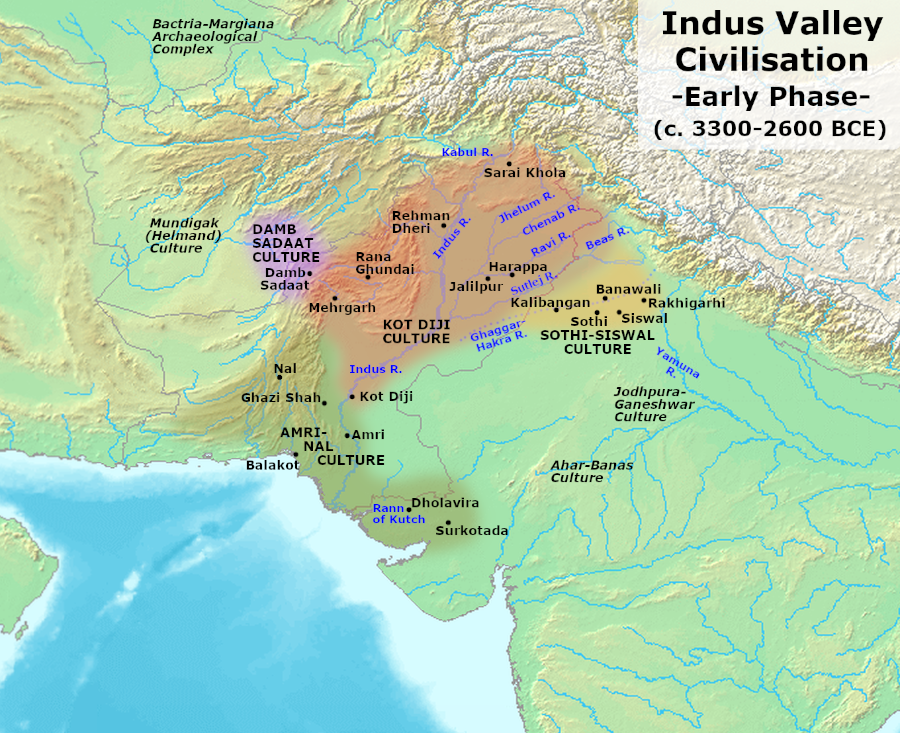
Perioada harappă timpurie, circa 3300–2600 î.Hr.

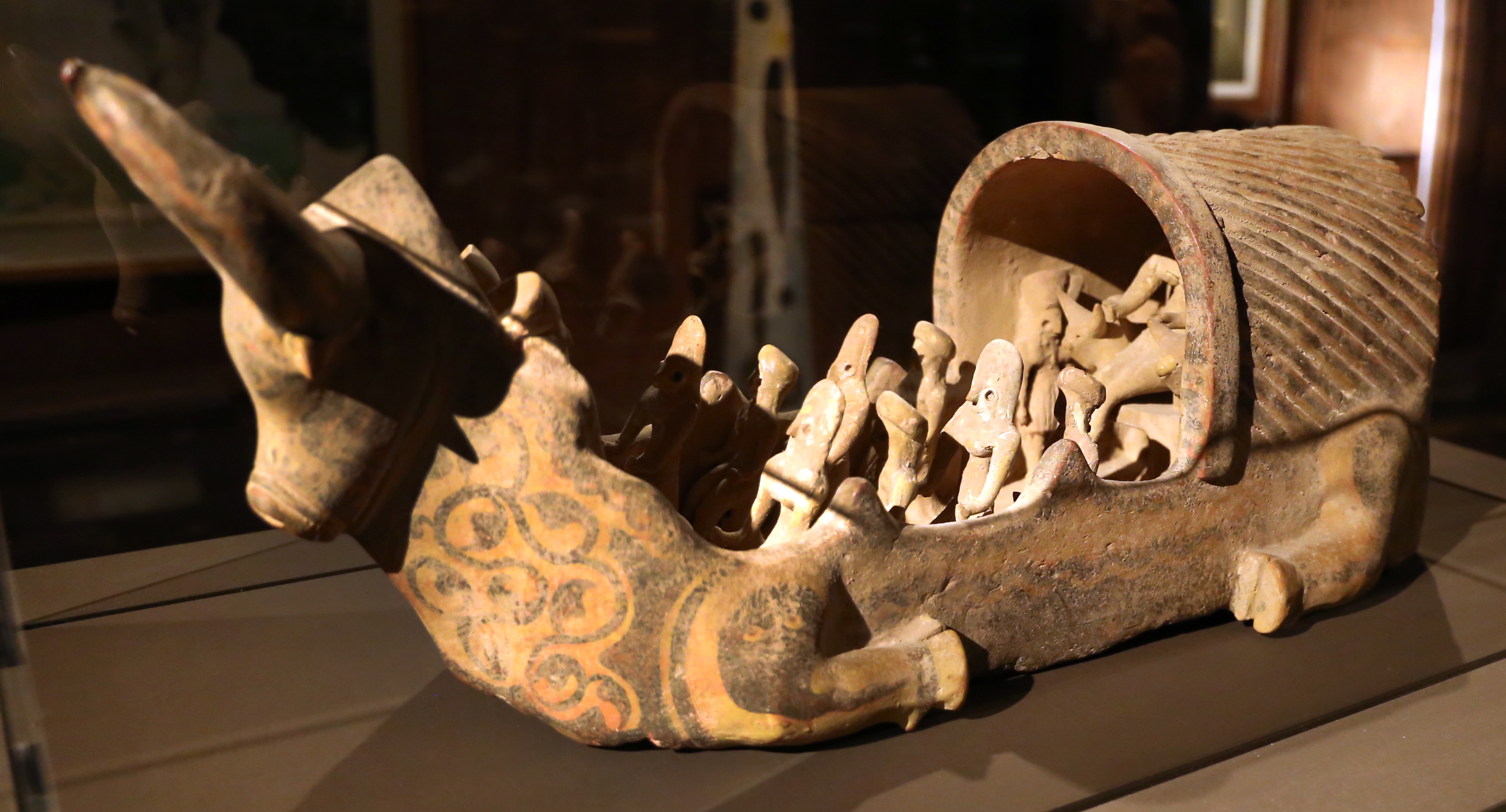
Barcă de teracotă în formă de taur, cu figurine feminine. Perioada Kot Diji (circa 2800–2600 î.Hr.)

Faza harappă timpurie Ravi, numită după râul Ravi din apropiere, a durat din c. 3300 î.Hr. până în 2800 î.Hr.. A început când fermierii din munți s-au mutat treptat între casele lor de munte și văile râurilor de jos, și e legată de faza Hakra, identificată în valea râului Ghaggar-Hakra la vest, și precedă faza Kot Diji (2800-2600 î.Hr., harrap 2), numit după un sit din nordul Sindhului (Pakistan), lângă Mohenjo-daro. Cele mai vechi exemple ale scrierii harappe datează din mileniul 3 î.Hr..
Faza matură a culturilor de sate anterioare e reprezentată de Rehman Dheri și Amri în Pakistan. Kot Diji reprezintă faza care duce la perioada harrapă matură, citadela reprezentând autoritatea centralizată și o calitate a vieții din ce în ce mai urbană. Un alt oraș din această etapă a fost găsit la Kalibangan, în India, pe râul Hakra.
Rețelele comerciale au legat această cultură de culturile regionale și de sursele îndepărtate de materii prime, inclusiv lapis lazuli și alte materiale pentru fabricarea mărgelelor. În acest timp, sătenii domesticiseră numeroase culturi, inclusiv mazăre, semințe de susan, finic și bumbac, precum și animale, inclusiv bivolul de apă. Primele comunități harappe s-au îndreptat spre marile centre urbane până în 2600 î.Hr., de unde a început faza harappă matură. Cele mai recente cercetări arată că oamenii din Valea Indului au migrat din sate în orașe.
Etapele finale ale perioadei timpurii harappe se caracterizează prin construirea de așezări cu ziduri mari, extinderea rețelelor comerciale și integrarea crescândă a comunităților regionale într-o cultură materială „relativ uniformă” în ceea ce privesc stilurile de ceramică, ornamente și sigilii ștampilă cu scriere harappă, care duce la tranziția către faza harappă matură.

## Perioada harrapă matură

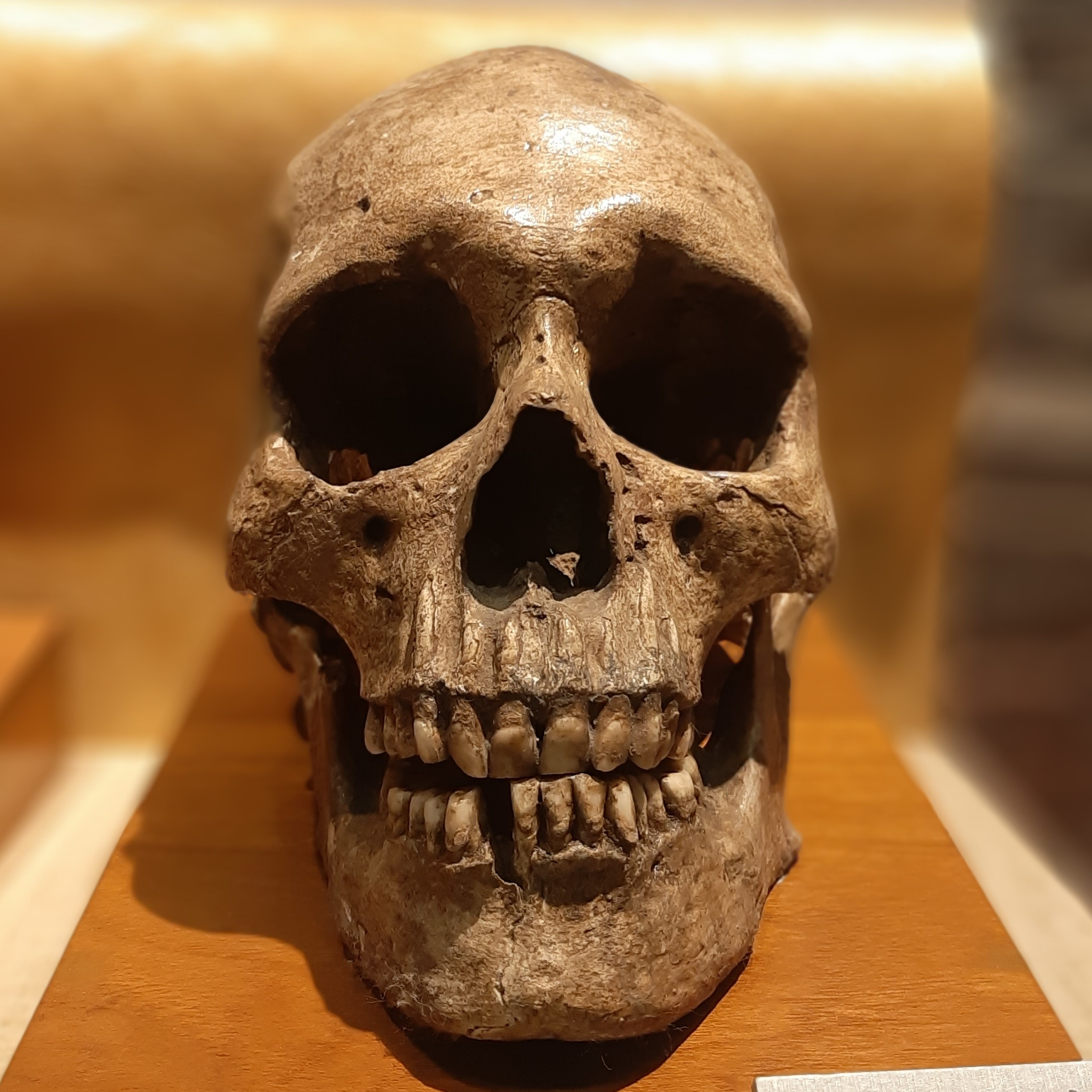
Craniul unui harapp în Muzeul Indian

Potrivit lui Giosan și colab. (2012), migrația lentă spre sud a musonilor în Asia a permis inițial dezvoltarea satelor din Valea Indului prin îmblânzirea inundațiilor Indulii și a afluenților săi. Agricultura susținută de inundații a dus la surplusuri agricole mari, care la rândul lor au sprijinit dezvoltarea orașelor. Rezidenții CVI-ului nu au dezvoltat capacități de irigare, bazându-se în principal pe musonii sezonieri care duc la inundații de vară. Brooke mai observă că dezvoltarea orașelor avansate coincide cu o reducere a precipitațiilor, care ar fi putut să declanșeze o reorganizare în centre urbane mai mari.
Conform lui J.G. Shaffer și lui D.A. Lichtenstein, civilizația harappă matură a fost „o fuziune a tradițiilor Bagor, Hakra și Kot Diji sau a grupurilor etnice în valea Ghaggar-Hakra, la granițele Indiei și Pakistanului”.
Până în 2600 î.Hr., comunitățile timpurii harappe s-au transformat în mari centre urbane. Astfel de centre urbane includ Harappa, Ganeriwala, Mohenjo-daro în Pakistanul modern și Dholavira, Kalibangan, Rakhigarhi, Rupar și Lothal în India modernă. În total, au fost găsite peste 1.000 de orașe și așezări, în principal în regiunea generală a râurilor Ind și Ghaggar-Hakra și a afluenților acestora.

### Orașele
O cultură urbană sofisticată și tehnologic avansată este evidentă în Civilizația de pe Valea Indului, devenind astfel primul centru urban din regiune. Calitatea planificării municipale sugerează cunoașterea planificării urbane și a guvernelor municipale eficiente, care au acordat o mare prioritate igienei sau, alternativ, accesibilității la mijloacele ritualurilor religioase.
Așa cum s-a văzut în Harappa, Mohenjo-daro și în situl recent parțial excavat Rakhigarhi, acest plan urban a inclus primele sisteme de asanare urbană cunoscute din lume: a se vedea ingineria hidraulică a Civilizației de pe Valea Indului. În oraș, casele individuale sau grupurile de case obțineau apă din Puț de apă. Dintr-o cameră care pare să fi fost pusă deoparte pentru scăldat, apa uzată era direcționată către canalele de scurgere acoperite, care erau pe străzile principale. Casele se deschideau doar către curți interioare și alei mai mici. Construirea caselor din unele sate din regiune încă seamănă în unele aspecte cu construirea celor harappe.
Sistemele de canalizare și drenaj harappe antice care au fost dezvoltate și folosite în orașele din întreaga regiune a Indului au fost mult mai avansate decât oricare din zonele urbane contemporane din Orientul Mijlociu și chiar mai eficiente decât cele din multe zone din Pakistan și India de azi. Arhitectura avansată a harappilor e arătată de șantierele navale impresionante, grânarele, depozitele, platformele de cărămidă și pereții de protecție. Zidurile masive ale orașelor i-au protejat cel mai probabil pe harappi de inundații și ar fi putut să descurajeze conflictele militare.
Scopul cetăților rămâne dezbătut. În contrast puternic cu contemporanii acestei civilizații, Mesopotamia și Egiptul Antic, nu au fost construite structuri monumentale mari. Nu există dovezi concludente despre palate sau temple. Se crede că unele structuri au fost grânare. Într-un oraș se găsește o baie imensă bine construită („Marea Baie”), care ar fi putut să fie o baie publică. Chiar dacă cetățile erau zidite, e departe de a fi clar că aceste structuri erau defensive.
Majoritatea locuitorilor orașelor par să fi fost comercianți sau meșteșugari, care locuiau cu alții care urmăreau aceeași ocupație în cartiere bine definite. Materiale din regiuni îndepărtate au fost folosite în orașe pentru confecționarea sigiliilor, mărgelelor și a altor obiecte. Printre artefactele descoperite se numără frumoase mărgele de faianță glazurate. Sigiliile de steatit au pe ele gravate animale, oameni (poate zei) și alte tipuri de inscripții, inclusiv sistemul de scriere încă nedescifrat al Civilizației de pe Valea Indului. Unele dintre sigilii au fost folosite ca să fie ștampilată argilă pe mărfurile comerciale.
Chiar dacă unele case erau mai mari decât altele, orașele Civilizației de pe Valea Indului erau remarcabile pentru egalitarismul lor aparent, chiar dacă relativ. Toate casele aveau acces la instalații de apă și canalizare. Acest lucru dă impresia unei societăți cu o concentrare relativ redusă a bogăției.

### Autoritatea și guvernarea
Consemnările arheologice nu oferă răspunsuri imediate pentru un centru de putere sau pentru reprezentări ale oamenilor la putere din societatea harappă. Dar, există indicii privind luarea și implementarea deciziilor complexe. De exemplu, majoritatea orașelor au fost construite într-un model de rețea foarte uniform și bine planificat, sugerând că au fost planificate de o autoritate centrală; o extraordinară uniformitate a artefactelor harappe, evidentă în ceramică, sigilii, greutăți și cărămizi; prezența facilităților publice și a arhitecturii monumentale; eterogenitate în simbolistica mortuară și în bunuri funerare (elemente incluse în înmormântări).
Acestea sunt câteva teorii majore: 
- Ar fi existat o singură stare, având în vedere similaritatea dintre artefacte, dovezile pentru așezările planificate, raportul standardizat al mărimii cărămizilor și stabilirea așezărilor în apropierea surselor de materie primă.
- Nu ar fi existat un singur conducător, dar mai multe orașe ca Mohenjo-daro aveau un conducător separat, Harappa altul și așa mai departe.
- Societatea harappă nu avea conducători și toată lumea se bucura de un statut egal.[112]

### Tehnologia
Harappii au obținut o mare acuratețe în măsurarea lungimilor, maselor și a timpului. Au fost printre primii care au dezvoltat un sistem de greutăți și măsuri uniforme. Cea mai mică diviziune a acestora, care este marcată pe o scară de fildeș găsită în Lothal, a fost de aproximativ 1,704 mm, cea mai mică diviziune înregistrată vreodată pe o scară din timpul Epocii Bronzului. Inginerii harappi urmăreau scopuri, inclusiv măsurarea masei, așa cum e revelată de greutățile lor hexaedre.

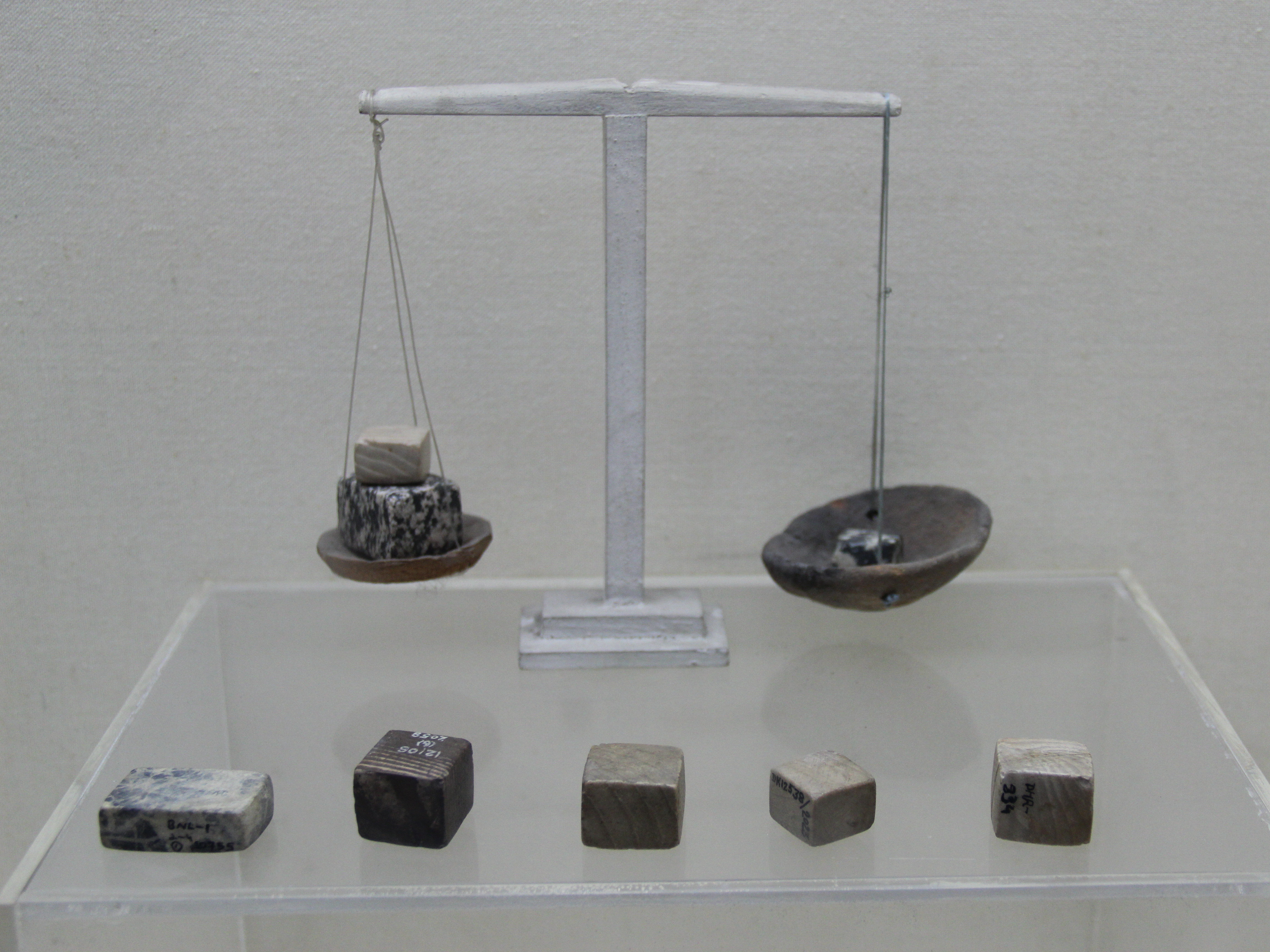
Greutăți harappe găsite în Valea Indului

Aceste greutăți de chert au avut un raport de 5:2:1 cu greutăți de 0,05, 0,1, 0,2, 0,5, 1, 2, 5, 10, 20, 50, 100, 200 și 500 de unități, fiecare unitate cântărind aproximativ 28 grame, similar cu uncia imperială engleză sau uncia greacă, iar obiectele mai mici au fost cântărite în proporții asemănătoare cu unitățile de 0,871. Cu toate astea, la fel ca în alte culturi, greutățile efective nu au fost uniforme în toată zona. Greutățile și măsurile folosite ulterior în Arthashastra lui Chanakya (secolul 4 î.Hr.) sunt aceleași cu cele folosite în Lothal.
Harappii au dezvoltat câteva noi tehnici în metalurgie și au produs cupru, bronz, plumb și staniu.
O piatră de atingere care avea dungi de aur a fost găsită în Banawali, care a fost probabil folosită pentru testarea purității aurului (o astfel de tehnică e încă folosită în unele părți ale Indiei).

### Artele și meșteșugurile
Diverse sculpturi, sigilii, ceramică, vase de bronz, bijuterii din aur și figurine detaliate anatomic din teracotă, bronz și steatit au fost găsite la locurile excavate. Harappii au realizat, de asemenea, diverse jucării și jocuri, printre care zaruri cubice (cu una până la șase găuri pe fețe), care au fost găsite în situri ca Mohenjo-daro.
O serie de figurine de aur, teracotă și piatră ale unor fete în poziții de dans dezvăluie prezența unei forme de dans. Alte figurine din teracotă includeau vaci, urși, maimuțe și câini. Animalul reprezentat pe majoritatea sigiliilor din siturile perioadei mature nu a fost identificat în mod clar. Parte taur, parte zebră, cu un corn maiestuos, a fost o sursă de speculații. Până în prezent, nu există dovezi suficiente care să susțină afirmațiile cum că reprezentările au o semnificație religioasă sau cultă, dar prevalența reprezentării ridică întrebarea dacă animalele din arta harappa sunt sau nu simboluri religioase.
Au fost practicate multe meșteșuguri, inclusiv „prelucrarea scoicilor, olăritul și confectionarea mărgelelor de steatit glazurat și agat”, fiind folosite la confecționarea de coliere, brățări și alte ornamente din toate fazele culturii harappe. Unele dintre aceste meșteșuguri sunt practicate și astăzi în subcontinent. Unele articole de machiaj și articole de toaletă (un tip special de piepteni (kakai), folosirea colirului și a unui obiect special de toaletă trei în unu) care au fost găsite în contexte harappe au încă omologi asemănători în India modernă. Au fost găsite figurine feminine din teracotă (circa 2800–2600 î.Hr.) care au avut roșul aplicat pe „manga” (linia de partiție a părului).
Descoperirile de la Mohenjo-daro au fost depuse inițial în Muzeul din Lahorel dar mai târziu s-au mutat la sediul SAI din New Delhi, unde era planificat un nou „Muzeul Imperial Central” pentru noua capitală a Rajului Britanic, în care cel puțin o selecție o să fie expusă. A devenit evident că se apropia independența indiană, dar împărțirea Indiei nu a fost anticipată până târziu în proces. Noile autorități pakistaneze au solicitat returnarea pieselor de la Mohenjo-daro excavate pe teritoriul lor, dar autoritățile indiene au refuzat. În cele din urmă s-a ajuns la un acord prin care descoperirile, însumând aproximativ 12.000 de obiecte (cele mai multe bucăți de ceramică), au fost împărțite în mod egal între țări; în unele cazuri, acest lucru a fost luat foarte la propriu, cu niște coliere și brâuri având mărgelele separate în două grămezi. În cazul „celor mai celebre două figuri sculptate”, Pakistanul a cerut și a primit așa-numita figură Regele-Preot, în timp ce India a păstrat-o pe Dansatoarea de la Mohenjo-daro mult mai mică.

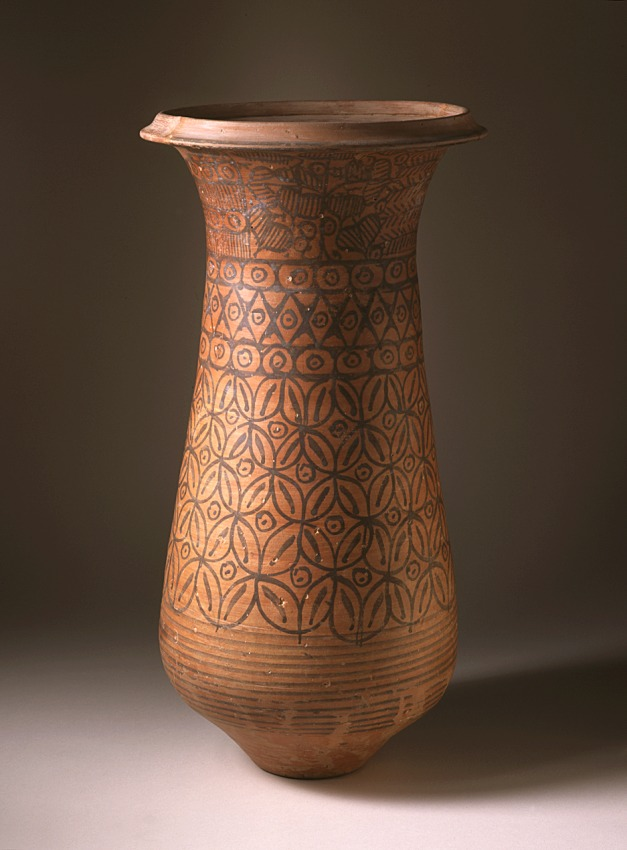
Vas ceremonial; 2600-2450 î.Hr.; teracotă cu vopsea neagră; 49,53 × 25,4 cm; Muzeul de Artă al Comitatului Los Angeles (SUA)
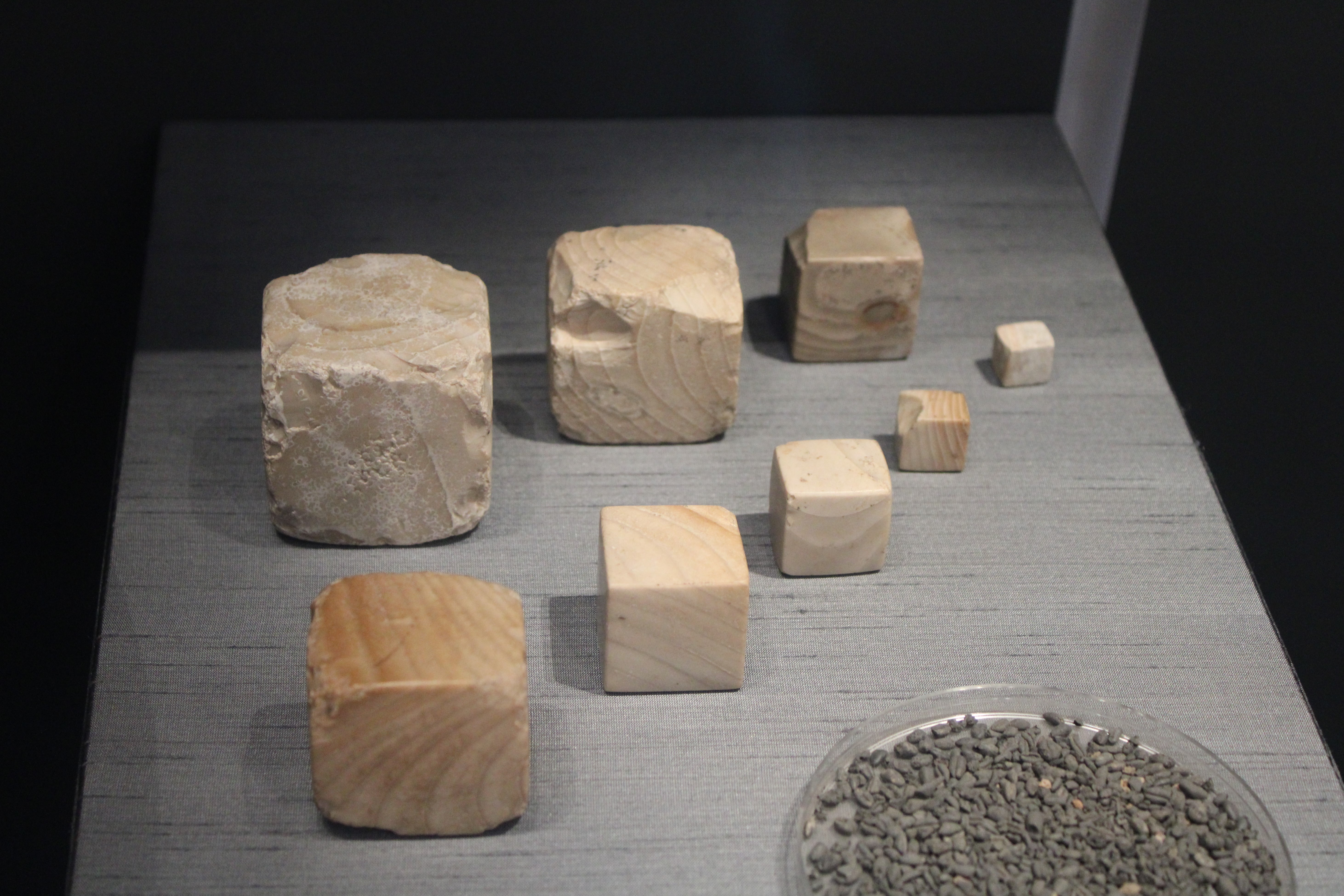
Greutăți cubice, standardizate de-a lungul zonei culturale a Indului; 2600-1900 î.Hr.; chert; British Museum (Londra)
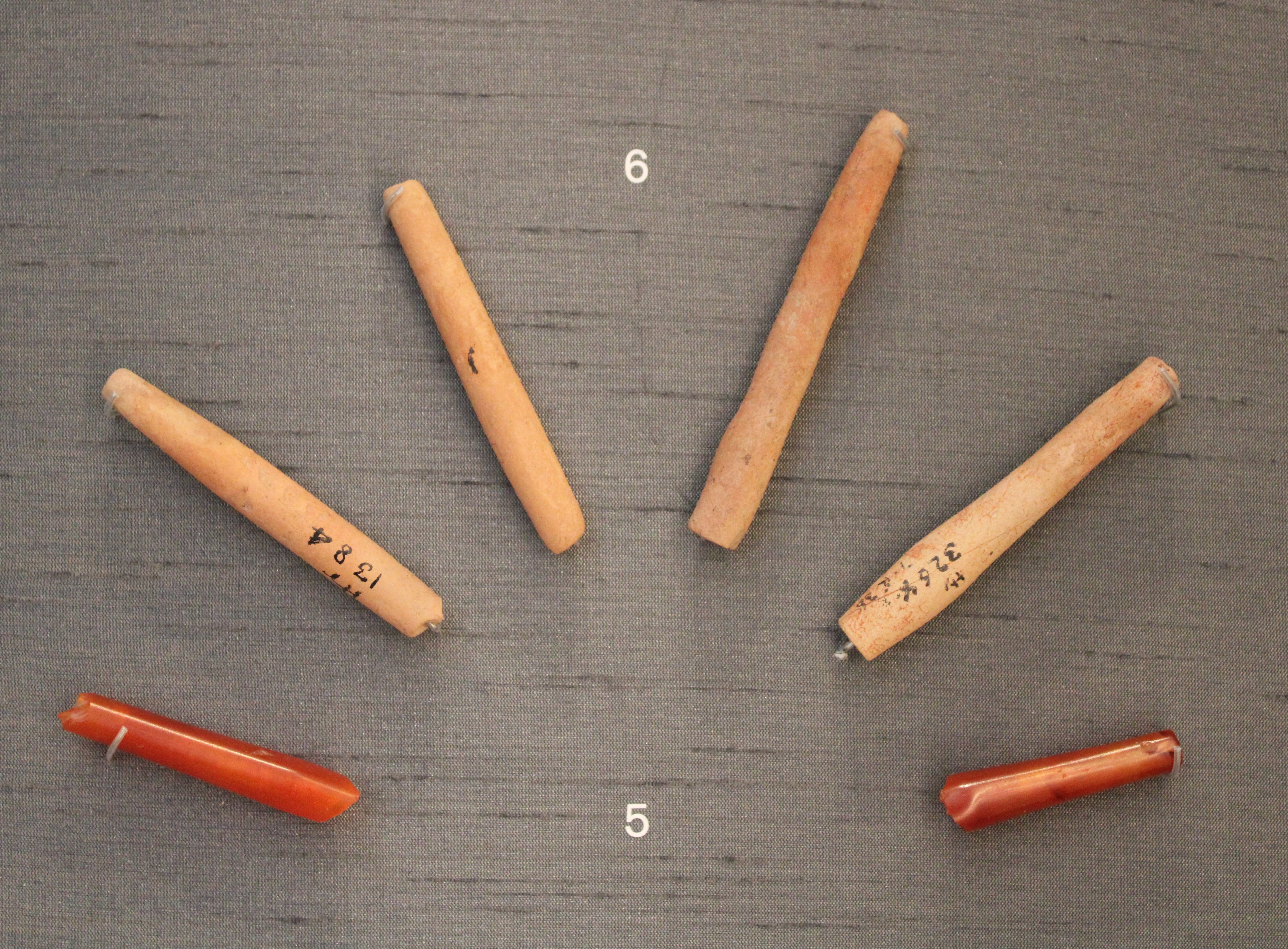
Mărgele de la Mohenjo-daro; 2600-1900 î.Hr.; carneol și teracotă; British Museum
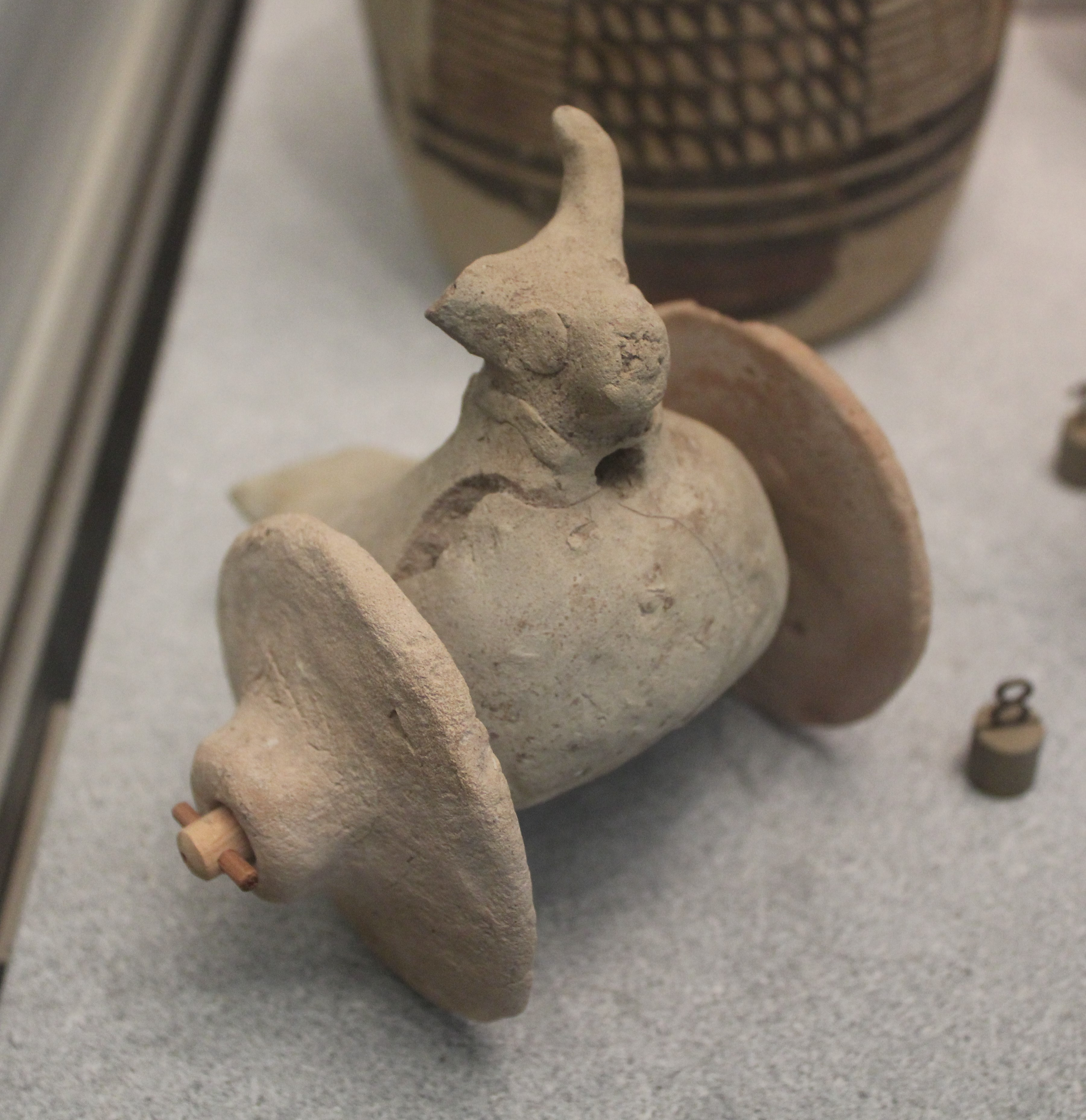
Pasăre cu cap de berbec montată pe roți, probabil o jucărie; 2600-1900 î.Hr.; teracotă; Muzeul Guimet (Paris)

#### Statuetele antropomorfe
Statuete realiste au fost găsite în siturile Civilizației din Valea Indului. Una dintre ele este celebra statuetă de bronz a unei fete dansatoare cu membre subțiri, împodobită cu bretele, găsită în Mohenjo-daro. Alte două statuete realiste au fost găsite în Harappa în săpături stratificate corespunzătoare, care prezintă un tratament aproape clasic al formei umane: statueta unui dansator care pare să fie bărbat, și un tors mascul de jasp roșu, ambele acum în Muzeul Național din New Delhi. Arheologul Sir John Marshall a reacționat cu surprindere când a văzut aceste două statuete de la Harappa:
„Când le-am văzut prima dată, mi-a fost greu să cred că erau preistorice; păreau să supere complet toate ideile consacrate despre arta și cultura timpurii. Modelarea de genul acesta era necunoscută în lumea antică până în epoca elenistică a Greciei și, prin urmare, credeam că trebuie să fi fost făcută o greșeală; că aceste cifre și-au găsit drumul la niveluri cu vreo 3000 de ani mai vechi decât cele cărora le aparțineau în mod corespunzător...”
Aceste statuete rămân controversate, datorită tehnicilor lor avansate. În ceea ce privește torsul de jasp roșu, descoperitorul, Madho Sarup Vats, revendică o dată harappă, dar Marshall a considerat că această statuetă este probabil istorică, datând din perioada Gupta, comparând-o cu mult mai târziul Tors Lohanipur. O a doua statuetă destul de asemănătoare din piatră gri a unui bărbat care dansează a fost de asemenea găsită. În general, antropologul Gregory Possehl tinde să considere că statuele astea formează probabil culmea artei harappe din perioada harappă matură.

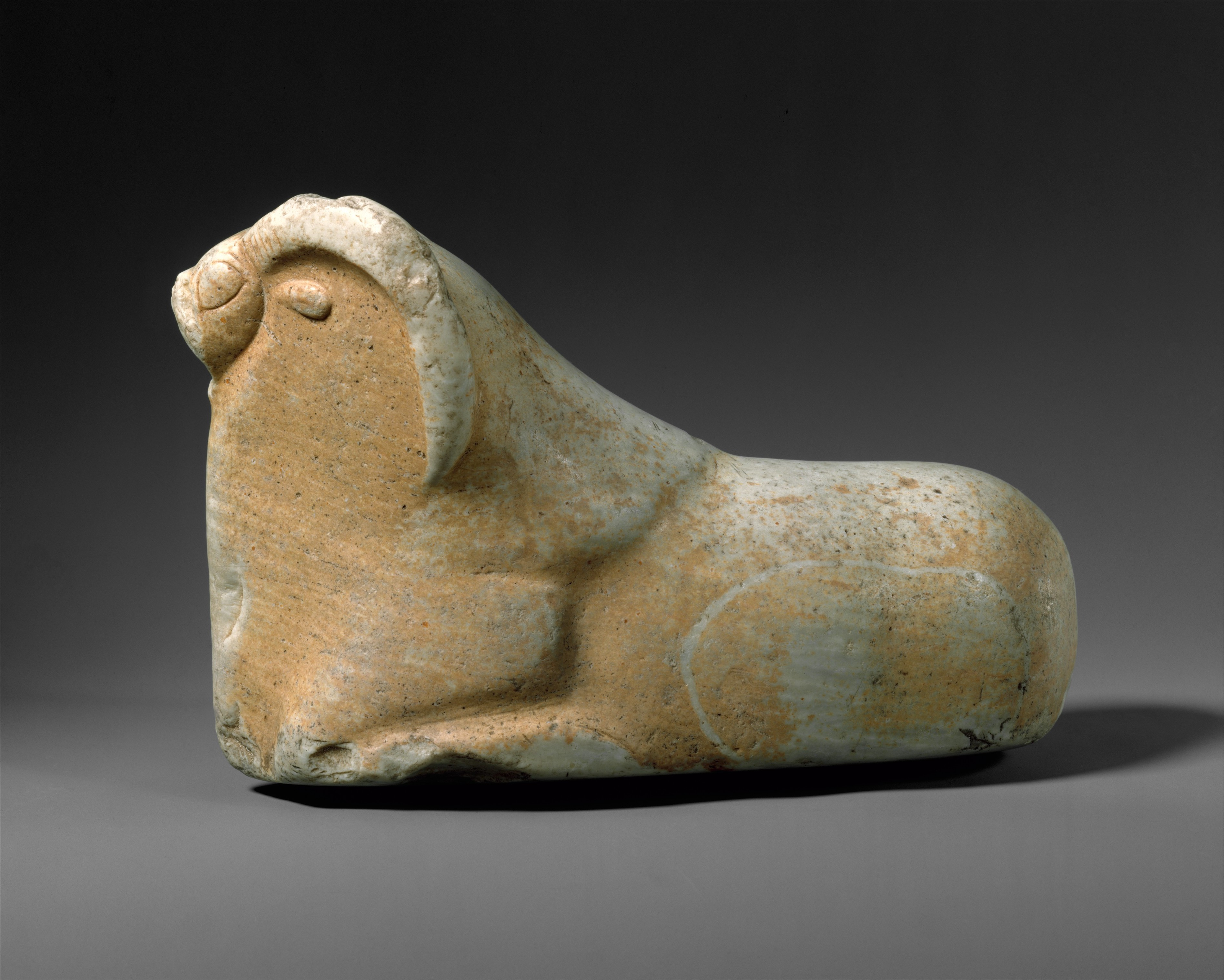
Muflon înclinat; 2600–1900 î.Hr.; marmură; lungime: 28 cm; Muzeul Metropolitan de Artă (New York City)
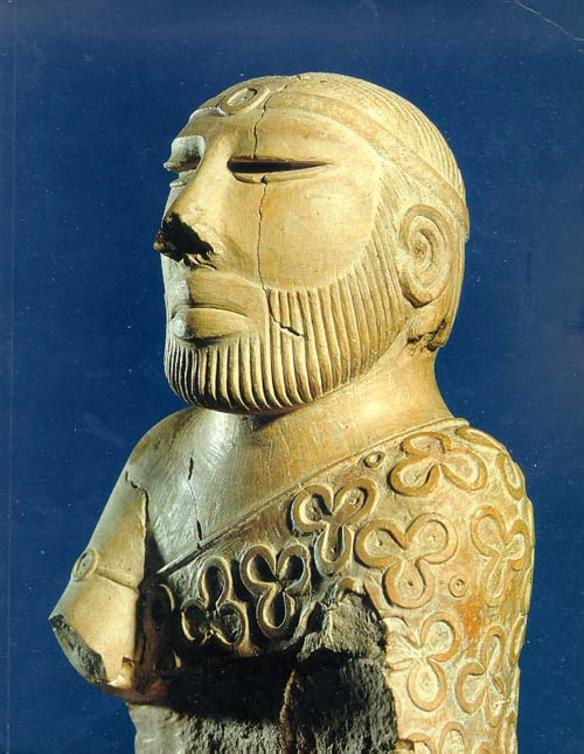
Regele-Preot; 2400–1900 î.Hr.; steatit; înălțime: 17,5 cm; Muzeul Național al Pakistanului (Karachi)
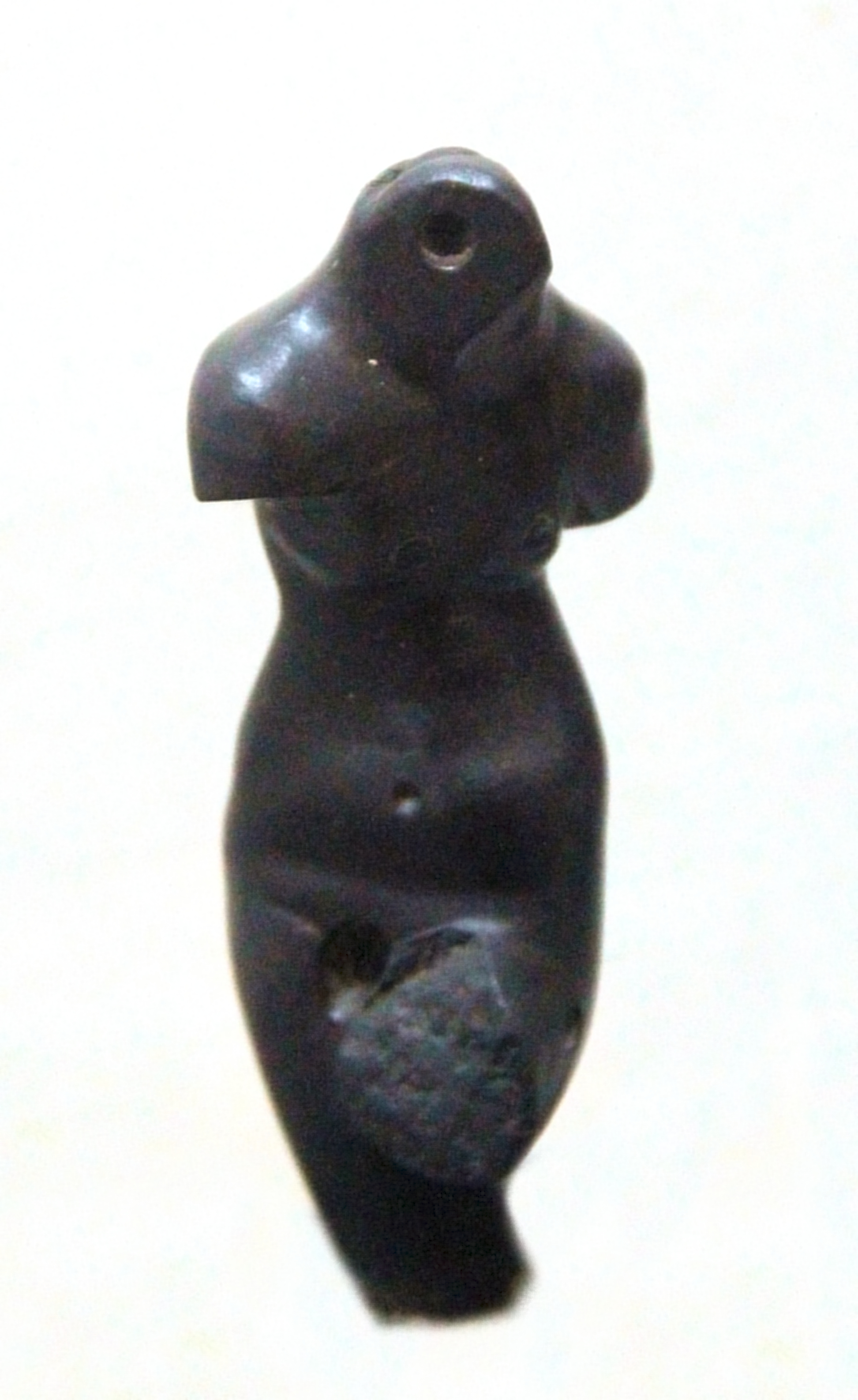
Tors al unui bărbat care dansează; 2400-1900 î.Hr.; calcar; înălțime: 9,9 cm; Muzeul Național din New Delhi (India)
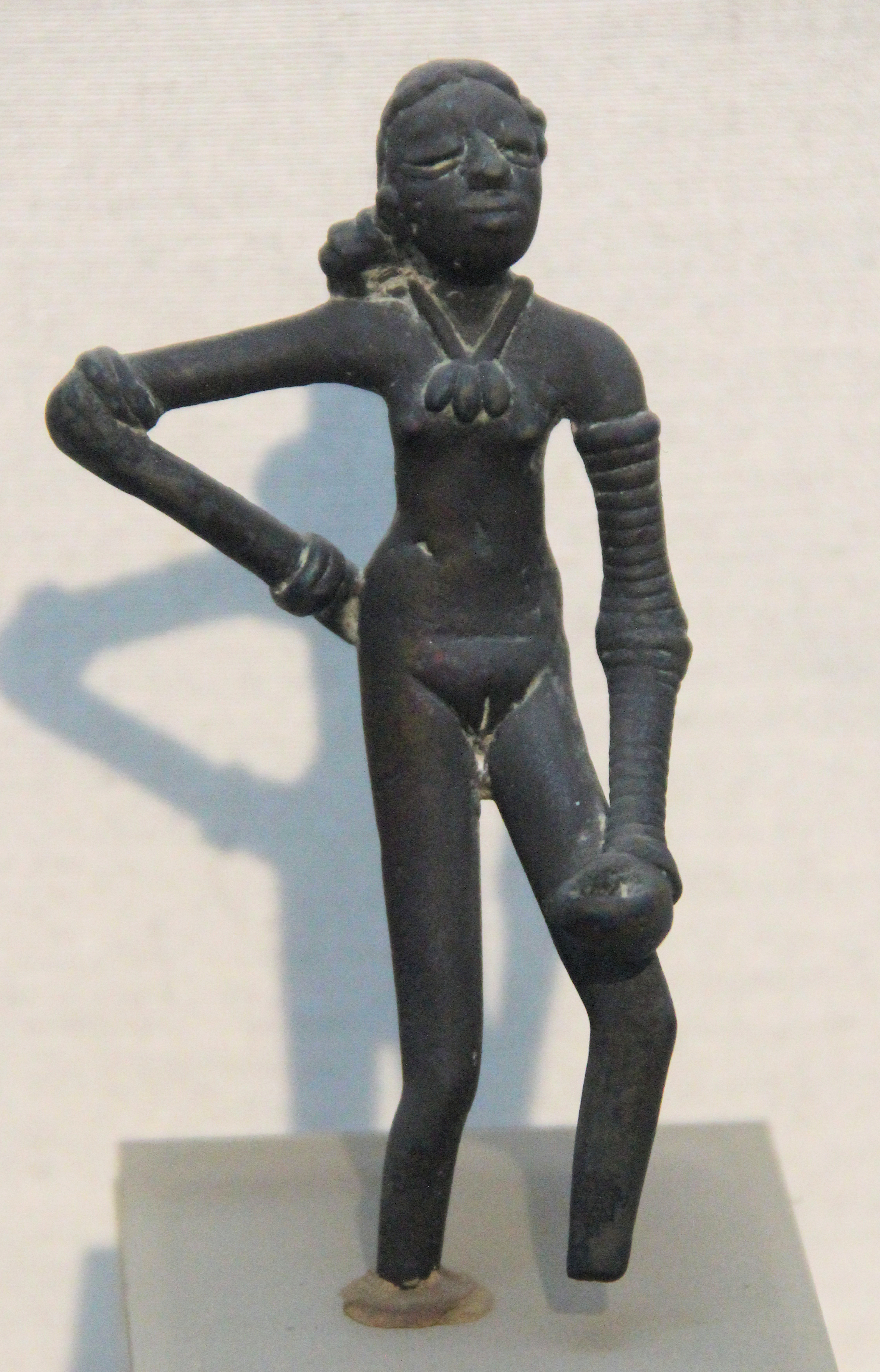
Dansatoarea de la Mohenjo-daro; 2400–1900 î.Hr.; bronz; înălțime: 10,8 cm; Muzeul Național din New Delhi

#### Sigiliile

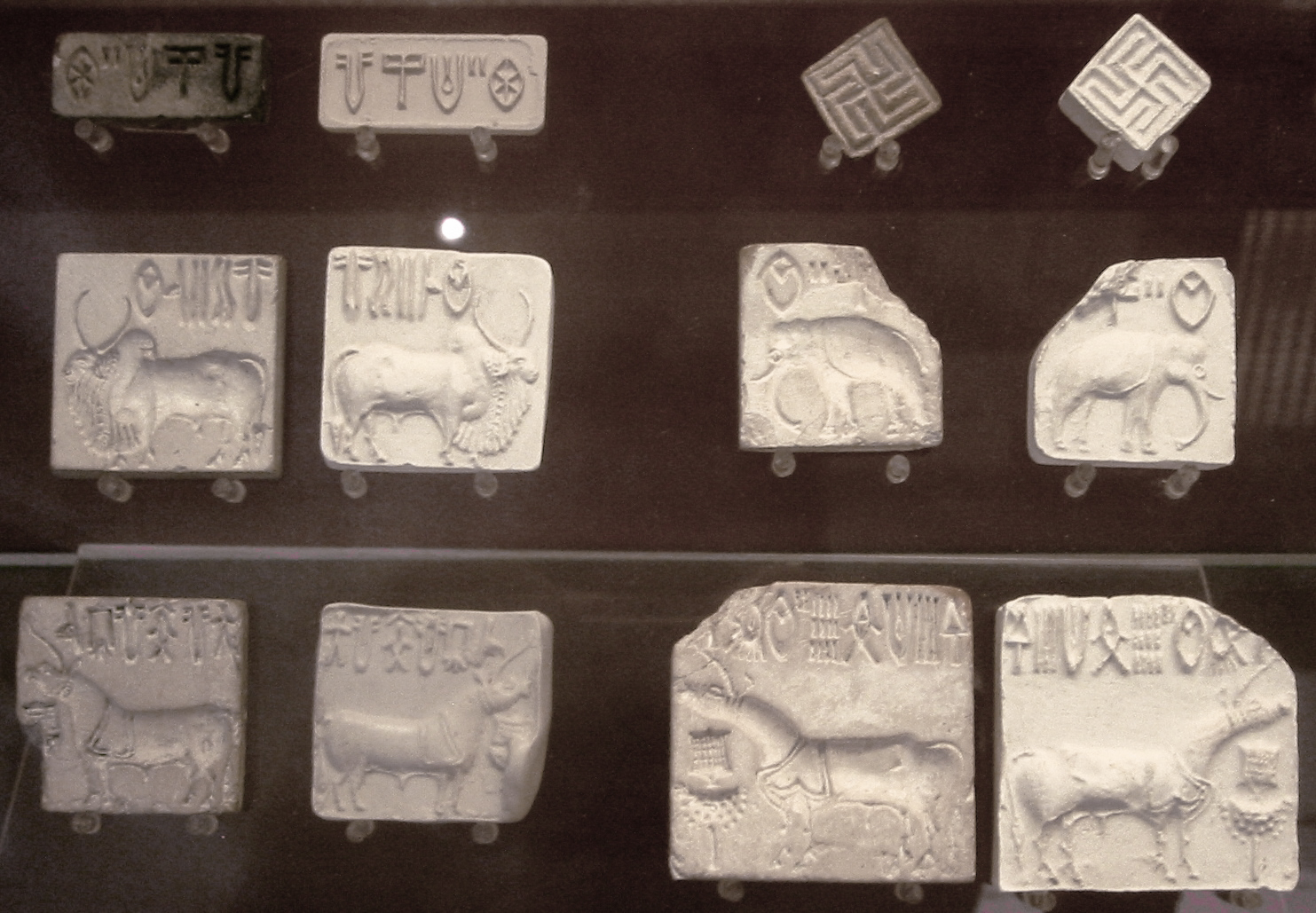
Sigilii ștampilă și (în dreapta) impresiile lor, unele dintre ele cu text harapp; probabil făcute din steatit; British Museum (Londra)

Mii de sigilii de steatit au fost descoperite, iar caracterul lor fizic e destul de consistent. În dimensiune, ele variază de la pătrate laterale de 2 până la 4 cm. În cele mai multe cazuri, nu au o gaură străpunsă în spate prin care să poată să fie băgată o ață pentru a fi folosite ca accesorii.
La Mohenjo-daro au fost găsite sigilii înfățișând o figură care stătea pe cap, iar o altă șezând cu picioarele încrucișate în ceea ce unii numesc o poziție de tip yoga, precum așa-numitul Sigiliu Pashupati. Această figură a fost identificată în mod diferit. Sir John Marshall a identificat o asemănare cu zeul hindus Shiva. Dacă acest lucru poate să fie verificat, ar fi o dovadă că unele aspecte ale hinduismului sunt anterioare celor mai vechi texte, Veda.
Un instrument asemănător unei harpe descris pe un sigiliu harapp și două obiecte scoici găsite la Lothal indică folosirea instrumentelor muzicale cu coarde.
O divinitate umană cu coarnele, copitele și coada unui taur apare, de asemenea, pe sigilii, în special într-o scenă de luptă cu o fiară asemănătoare unui tigru cu coarne. Această zeitate a fost comparată cu omul taur mesopotamian Enkidu. Mai multe sigilii arată, de asemenea, un bărbat care se luptă cu doi lei sau tigri, un motiv de tipul „stăpânul animalelor” comun civilizațiilor din Asia de Vest și de Sud.

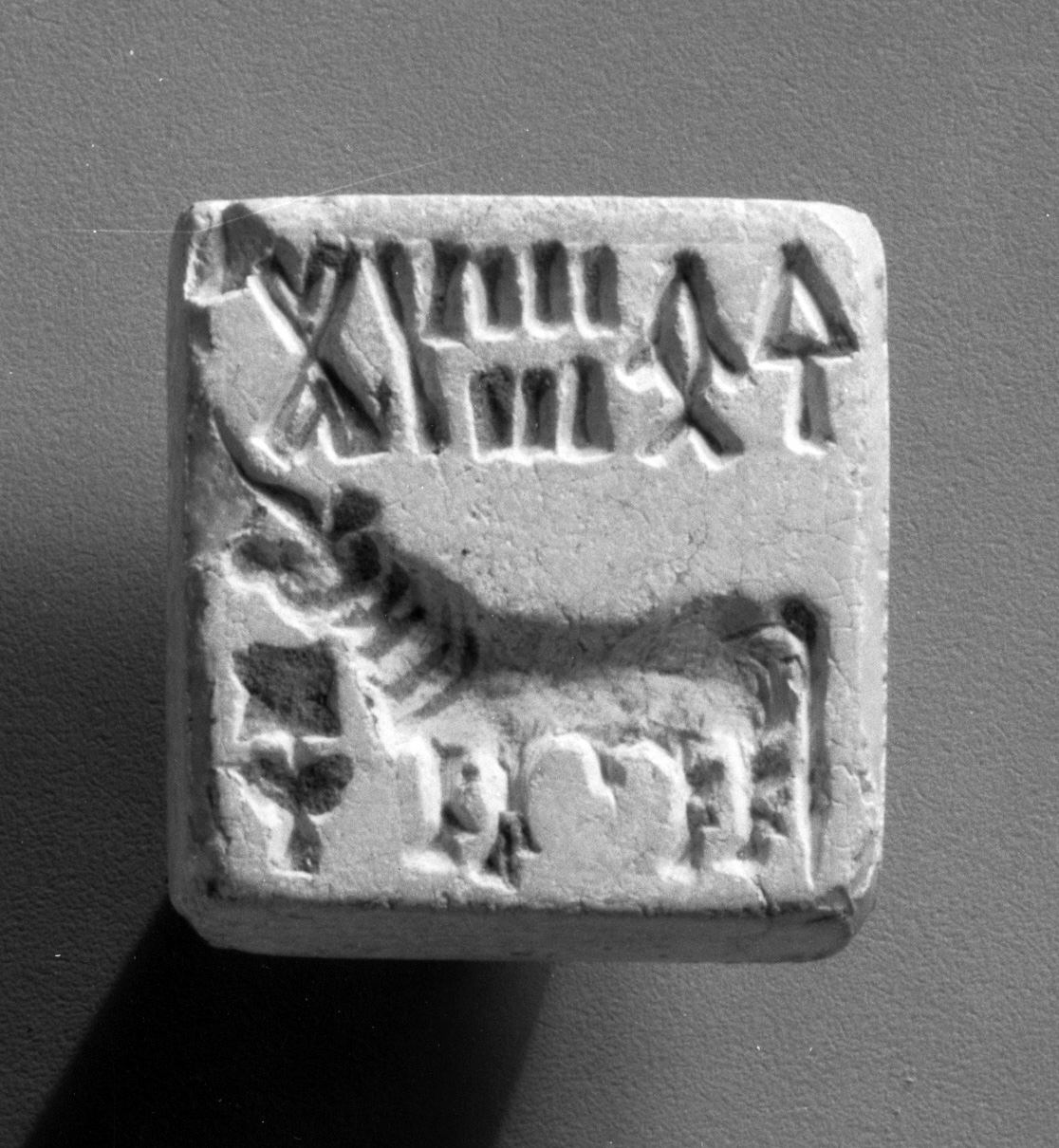
Sigiliu; 3000–1500 î.Hr.; steatit ars ; 2 × 2 cm; Muzeul Metropolitan de Artă (New York City)
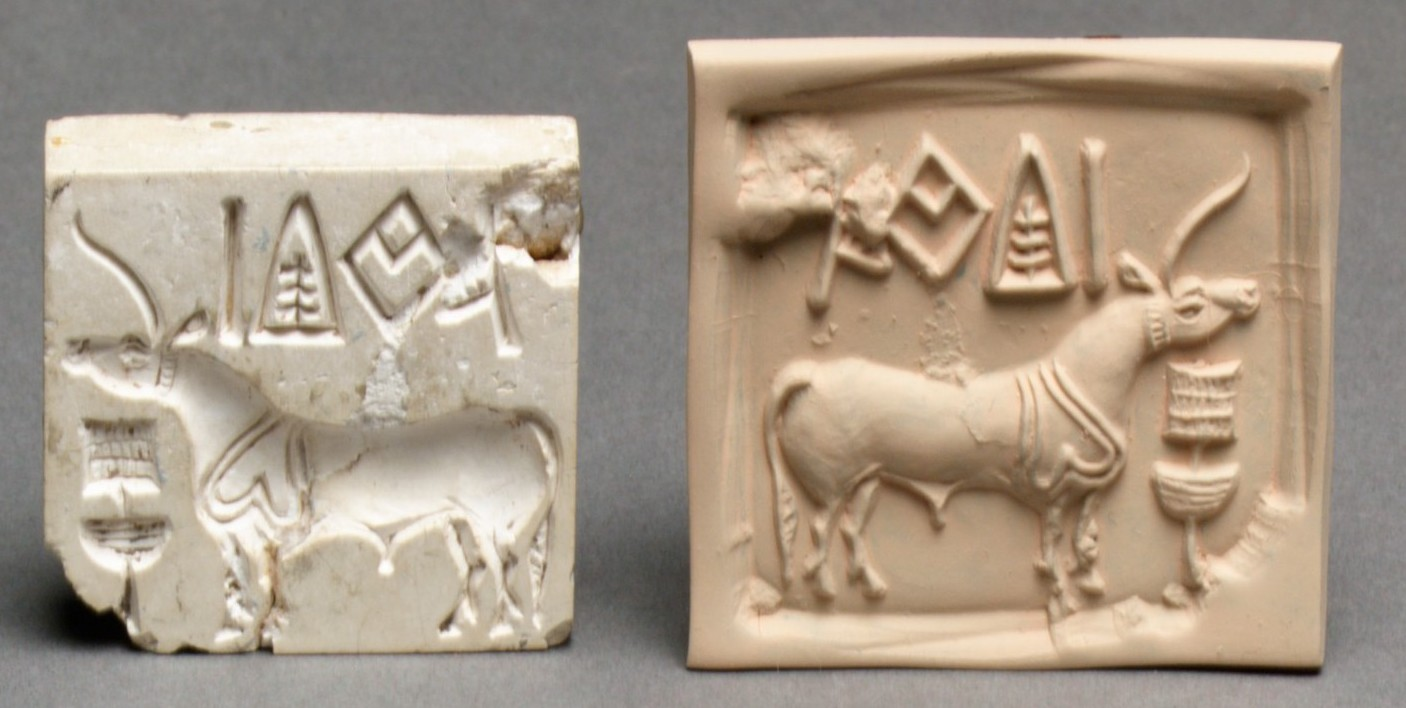
Sigiliu cu o impresie modernă lângă el, cu un unicorn și un arzător de tămâie (?); 2600-1900 î.Hr.; steatit; 3,8 x 3,8 x 1 cm; Muzeul Metropolitan de Artă
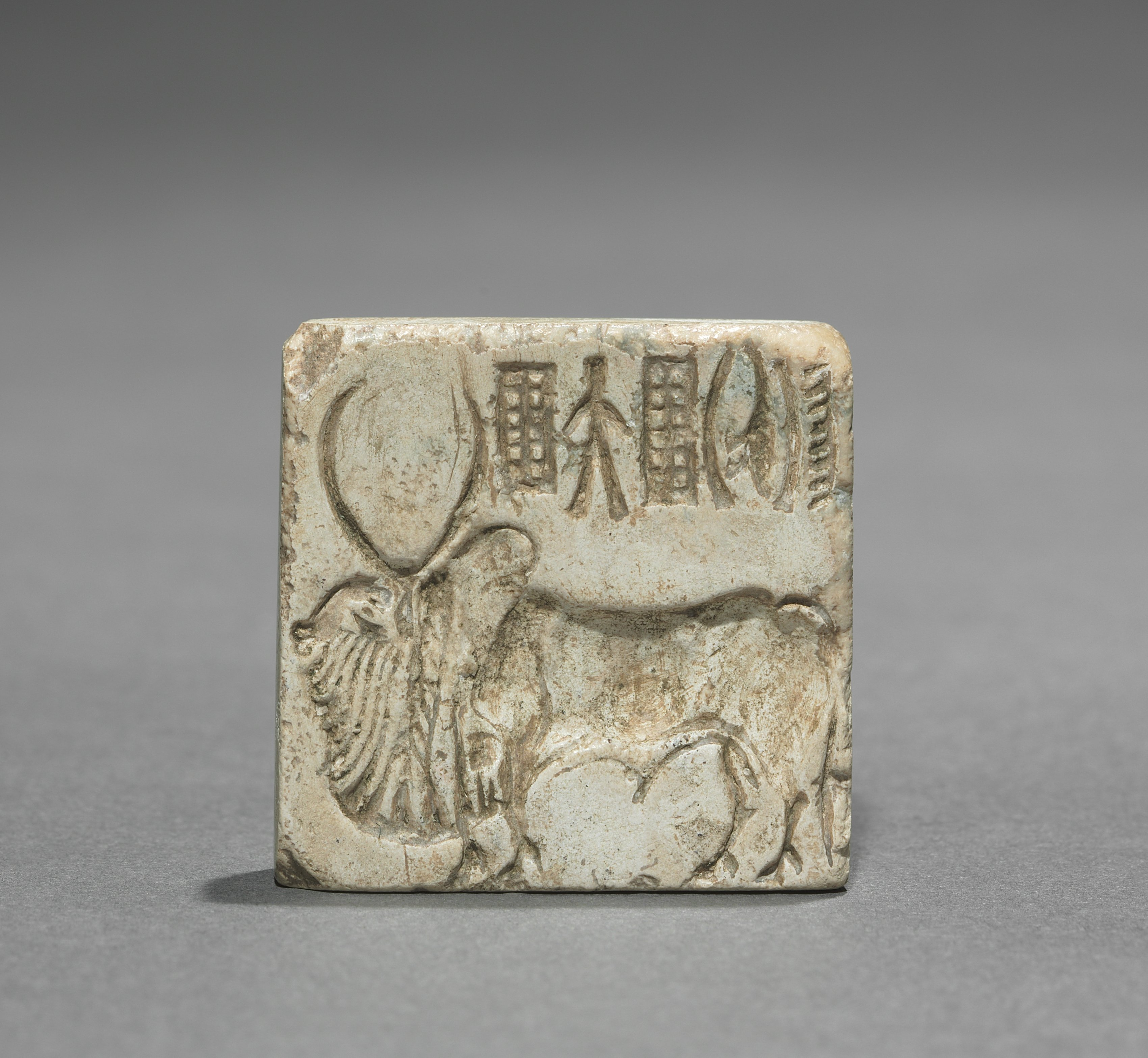
Sigiliu cu un taur cu două coarne și o inscripție; 2010 î.Hr.; steatit; per ansamblu: 3,2 x 3,2 cm; Muzeul de Artă din Cleveland (Cleveland, Ohio, SUA)
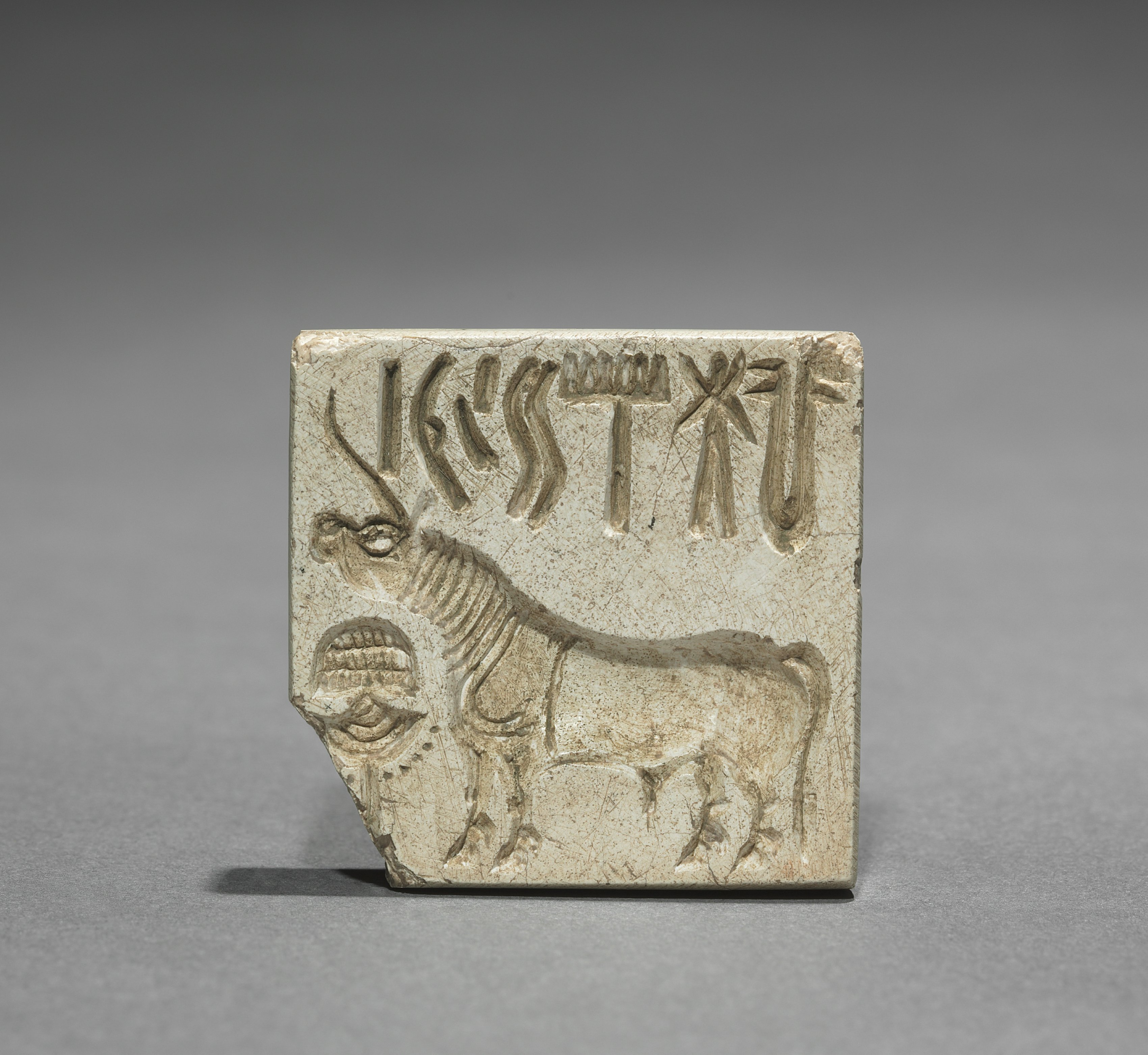
Sigiliu cu un unicorn și o inscripție; 2010 î.Hr.; steatit; per ansamblu: 3,5 x 3,6 cm; Muzeul de Artă din Cleveland

### Comerțul și transporturile

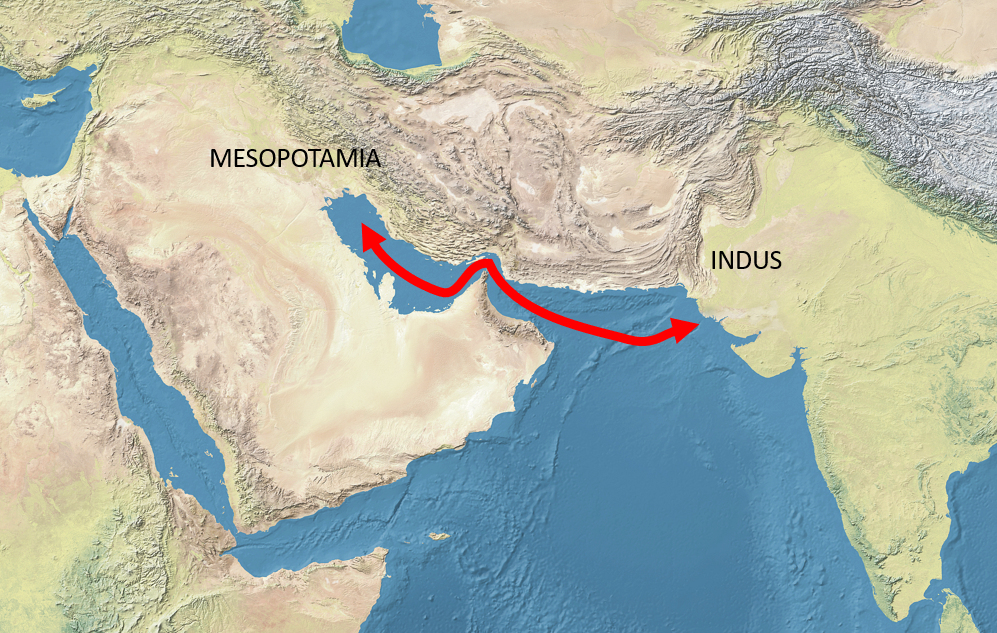
Descoperiri arheologice sugerează că rute comerciale între Mesopotamia și Ind erau active în timpul mileniului 3 î.Hr., ducând la dezvoltarea relațiilor Ind-Mesopotamia

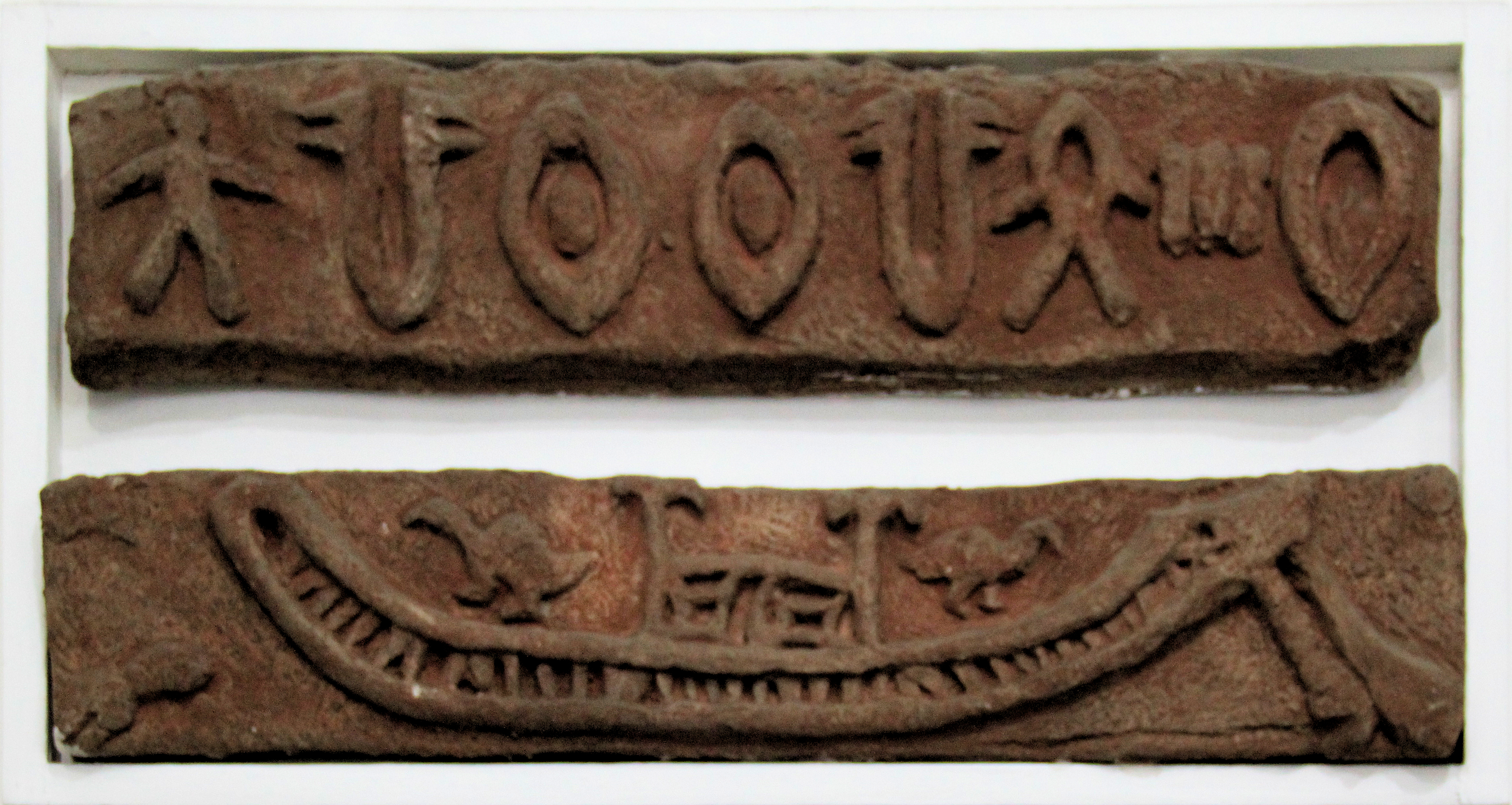
Barcă cu păsări. Modelul unui sigiliu de la Mohenjo-daro, 2500–1750 î.Hr.

Economia Civilizației de pe Valea Indului pare să fi depins în mod semnificativ de comerț, care a fost facilitat de progresele majore în tehnologia transportului. CVI ar putea să fie prima civilizație care a folosit transportul pe roți. E posibil ca aceste progrese să includă căruri de vițe identice cu cele văzute astăzi în Asia de Sud, precum și bărci. Majoritatea acestor bărci erau probabil ambarcațiuni mici, cu fund plat, poate conduse cu pânze, asemănătoare cu cele pe care putem să le vedem azi pe râul Ind; cu toate acestea, există dovezi secundare ale ambarcațiunilor maritime. Arheologii au descoperit un canal masiv, dragat și ceea ce consideră a fi o unitate de andocare în orașul de coastă Lothal din vestul Indiei (statul Gujarat). O rețea extinsă de canale, folosită pentru irigații, a fost totuși descoperită și de H.-P. Francfort.
Între 4300 și 3200 î.Hr. în perioada calcolitică (Epoca Cuprului), zona Civilizației de pe Valea Indului prezintă asemănări ceramice cu sudul Turkmenistanului și nordul Iranului, care sugerează o mobilitate și un comerț considerabil. În perioada harappă timpurie (aproximativ 3200-2600 î.Hr.), asemănările în ceramică, sigilii, figurine, ornamente etc documentează un comerț intensiv cu caravane cu Asia Centrală și Platoul Iranian.
Judecând după dispersarea artefactelor harappe, rețelele comerciale au integrat economic o zonă imensă, inclusiv porțiuni din Afganistan, regiunile de coastă din Persia, nordul și vestul Indiei și Mesopotamia, ducând la dezvoltarea relațiilor Ind-Mesopotamia. Studiile privind smalțul dinților de la indivizi îngropați la Harappa sugerează că unii locuitori au migrat la oraș de dincolo de Valea Indusului. Există unele dovezi că contactele comerciale s-au extins la Creta și, posibil, și la Egipt.
A existat o vastă rețea de comerț maritim care funcționa între civilizația harappă și cea mesopotamiană încă din faza harappă mijlocie, multe comerțuri fiind gestionate de „negustorii intermediari din Dilmun” (Bahrainul modern, Arabia de Est și Failaka situate în Golful Persic). Un astfel de comerț maritim pe distanțe lungi a devenit fezabil odată cu dezvoltarea ambarcațiunilor nautice construite cu scânduri, echipate cu un singur catarg central care susține o pânză de papură țesută sau pânză.
În general, se presupune că majoritatea comerțului dintre Valea Indului (Meluhha antică?) și vecinii occidentali se desfășura în Golful Persic, mai degrabă decât pe uscat. Chiar dacă nu există dovezi incontestabile că acest lucru a fost într-adevăr așa, distribuția artefactelor de tip harapp pe peninsula Oman, Bahrain și sudul Mesopotamiei face plauzibil faptul că o serie de etape maritime au legat Valea Indului și regiunea Golfului.
În anii 1980, s-au făcut importante descoperiri arheologice la Ras al-Jinz (Oman), demonstrând conexiunile maritime ale Văii Indului cu Peninsula Arabică.

### Agricultura
Potrivit lui Gangal și colab. (2014), există dovezi arheologice și geografice puternice că agricultura neolitică s-a răspândit din Orientul Apropiat în nord-vestul Indiei, dar există, de asemenea, „dovezi bune pentru domesticirea locală a orzului și a bovinelor zebu la Mehrgarh.”
Conform lui Jean-Francois Jarrige, agricultura avea o origine independentă la Mehrgarh, în ciuda asemănărilor pe care le observă între siturile neolitice din estul Mesopotamiei și valea vestică a Indului, care sunt dovezi ale unui „continuum cultural” între aceste situri. Cu toate astea, Jarrige concluzionează că Mehrgarh are un fundal local mai timpuriu, „și nu este un backwater al culturii neolitice din Orientul Apropiat.” Arheologul Jim G. Shaffer scrie că situl Mehrgarh „demonstrează că producerea mâncării a fost un fenomen indigen din Asia de Sud” și că datele susțin interpretarea „urbanizării preistorice și a organizării sociale complexe din Asia de Sud, bazată pe dezvoltări culturale indigene, dar nu izolate”.

### Mâncarea
Conform lui Akshyeta Suryanarayan și colab. în timp ce o proporție mare de date rămâne ambiguă, fiind construirea unor referințe izotopice locale fiabile pentru grăsimi și uleiuri încă indisponibile și niveluri mai scăzute de lipide în vasele CVI conservate, dovezile disponibile indică faptul că folosirea (alimentelor) vaselor a fost multifuncțională, iar în așezările rurale și urbane folosirea a fost similară; și gătitul în vase harappe a constituit produse lactate, carne din carcase de rumegătoare și fie grăsimi adipoase care nu sunt rumegătoare, plante, fie amestecuri ale acestor produse.

### Limba
S-a sugerat adesea că harappi corespundeau protodravidienilor din punct de vedere lingvistic, despărțirea protodravidiană corespunzând cu destrămarea culturii harappe târzii. Indologul finlandez Asko Parpola concluzionează că uniformitatea inscripțiilor harappe exclude orice posibilitate de folosire a unor limbi foarte diferite și că o formă timpurie a limbii dravidiene trebuie să fi fost limba poporului harapp. Azi, familia lingvistică dravidiană este concentrată în cea mai mare parte în sudul Indiei, și în nordul și estul Sri Lankăi, dar mici zone ale acesteia rămân în continuare în restul Indiei și Pakistanului (limba brahui), ceea ce dă credință teoriei.
Conform lui Heggarty și lui Renfrew, limbile dravidiene s-ar fi putut răspândi în subcontinentul indian odată cu răspândirea agriculturii. Potrivit lui David McAlpin, limbile dravidiene au fost aduse în India prin imigrația în India din Elam. În publicațiile anterioare, Renfrew a afirmat, de asemenea, că limba protodravidiană a fost adus în India de fermieri din partea iraniană a Semilunei Fertile, dar mai recent Heggarty și Renfrew observă că „rămân multe de făcut în elucidarea preistoriei dravidiene”. De asemenea, observă că „analiza lui McAlpin a datelor lingvistice și, prin urmare, afirmațiile sale, rămân departe de ortodoxie.” Heggarty și Renfrew concluzionează că mai multe scenarii sunt compatibile cu datele și că „juriul lingvistic e încă foarte în afară”.

### Posibilul sistem de scriere

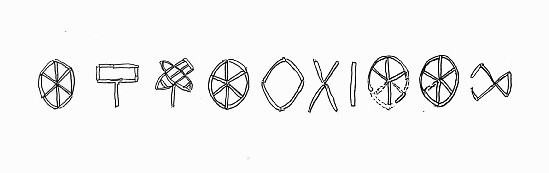
Zece caractere harappe de la poarta nordică din Dholavira, una dintre cele mai lungi secvențe cunoscute de caractere harappe

Între 400 și până la 600 de simboluri harappe distincte au fost găsite pe sigilii ștampilă, tăblițe mici, vase ceramice și mai mult de o duzină de alte materiale, inclusiv un „panou” care se pare că odată atârna deasupra porții cetății interioare a orașul harapp Dholavira. Inscripțiile tipice harappe nu au mai mult de patru sau cinci caractere în lungime, dintre care cele mai multe (în afară de „panoul” Dholavira) sunt minuscule; cea mai lungă inscripție pe o singură suprafață, care este mai mică de 2,5 cm pătrat, are 17 semne; cea mai lungă de pe orice obiect (găsită pe trei fețe diferite ale unui obiect produs în masă) are o lungime de 26 de simboluri.
În timp ce Civilizația de pe Valea Indului este în general caracterizată ca o societate alfabetizată pe baza dovezilor acestor inscripții, această descriere a fost contestată de Farmer, Sproat și Witzel (2004) care susțin că sistemul de scriere harapp nu codifica limbajul, ci era  în schimb, asemănător cu o varietate de sisteme de semne nonlingvistice folosite pe scară largă în Orientul Apropiat și alte societăți, pentru a simboliza familiile, clanurile, zeii și conceptele religioase. Alții au susținut ocazional că simbolurile au fost folosite doar pentru tranzacții economice, dar afirmația asta lasă inexplicabilă apariția simbolurilor harappe pe multe obiecte ritualice, dintre care multe au fost produse în masă în matrițe. Nicio paralelă cu aceste inscripții produse în masă nu se cunoaște în alte civilizații antice timpurii.
Într-un studiu realizat în 2009 de P.N. Rao și colab. publicat în Science, informaticieni, comparând modelul simbolurilor cu diferite scrieri lingvistice și sisteme nonlingvistice, inclusiv ADNul și un limbaj de programare pentru calculator, au constatat că modelul scrierii harappe e mai apropiat de cel al cuvintelor vorbite, susținând ipoteza că ele codifică o limbă încă necunoscută.
Farmer, Sproat și Witzel au contestat această constatare, evidențiind că Rao și colab. nu au comparat de fapt semnele harappe cu „sistemele nelingvistice din lumea reală”, ci mai degrabă cu „două sisteme complet artificiale inventate de autori, unul constând din 200.000 de semne ordonate aleatoriu și altul din 200.000 de semne complet ordonate, pe care le pretind fals că ar reprezinta structurile tuturor sistemelor de semne nelingvistice din lumea reală”. Farmer și colab. au demonstrat, de asemenea, că o comparație a unui sistem nelingvistic, cum ar fi semnele heraldice medievale cu limbile naturale, produce rezultate similare cu cele pe care Rao și colab. le-au obținut cu semnele harappe. Ei concluzionează că metoda folosită de Rao și colab. nu poate să distingă sistemele lingvistice de cele nonlingvistice.
Mesajele de pe sigilii s-au dovedit a fi prea scurte pentru a fi decodate de un calculator. Fiecare sigiliu are o combinație distinctă de simboluri și există prea puține exemple ale fiecărei secvențe încât să ofere suficient context.  Simbolurile care însoțesc reprezentările artistice variază de la sigiliu la sigiliu, ceea ce face imposibilă obținerea unei semnificații pentru simboluri din imagini. Cu toate acestea, au existat o serie de interpretări oferite pentru semnificația sigiliilor. Aceste interpretări au fost marcate de ambiguitate și subiectivitate.:69
Pozele cu multe dintre miile de inscripții existente sunt publicate în Corpus of Indus Seals and Inscriptions (Corpusul Sigiliilor și Snscripțiilor de la Ind) (1987, 1991, 2010), editat de Asko Parpola și colegii săi. Cel mai recent volum republicat de poze realizate în anii 1920 și 1930 cu sute de inscripții pierdute sau furate, împreună cu multe descoperite în ultimele decenii; anterior, cercetătorii trebuiau să completeze materialele din Corpus prin studiul minusculelor fotografii din rapoartele de săpături ale lui Marshall (1931), MacKay (1938, 1943), Wheeler (1947) sau reproduceri în surse mai recente împrăștiate.
Peșterile Edakkal din districtul Wayanad din Kerala conțin desene care variază pe perioade cuprinse între 5000 și 1000 și î.Hr.. Cel mai recent grup de picturi a fost în știri pentru o posibilă legătură cu Civilizația de pe Valea Indului.

### Religia

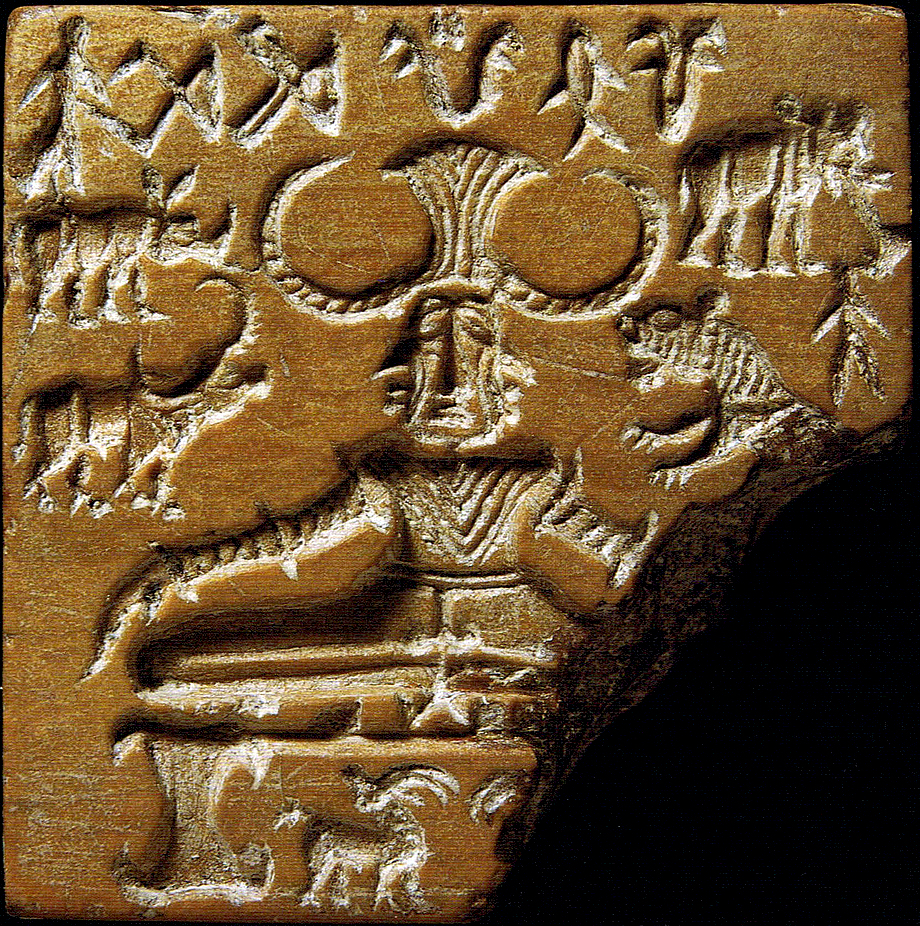
Sigiliul Pashupati, înfățișând o figură care stă și care e înconjurată de animale

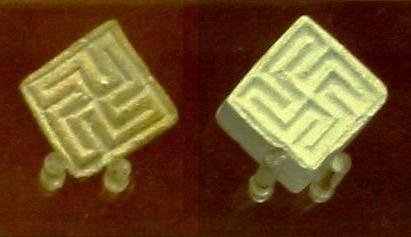
Sigilii cu svastici în British Museum (Londra)

Sistemul de religie și credință al harappilor a primit o atenție considerabilă, în special din perspectiva identificării precursorilor zeităților și practicilor religioase ale cultelor indiene care s-au dezvoltat ulterior în zonă. Cu toate astea, datorită rarității probelor, care sunt deschise interpretărilor variate, și a faptului că scrierea harappă rămâne nedescifrată, concluziile sunt parțial speculative și se bazează în mare parte pe o viziune retrospectivă dintr-o perspectivă hindusă mult mai târzie.
O lucrare timpurie și influentă în zonă care a stabilit tendința pentru interpretările hinduse ale dovezilor arheologice din siturile harappe a fost cea a lui John Marshall, care în 1931 a identificat următoarele ca trăsături proeminente ale religiei harappe: un mare bărbat Dumnezeu și o zeiță mamă; îndumnezeire sau venerație a animalelor și plantelor; reprezentarea simbolică a falusului (linga) și a vulvei (yoni); și, folosirea băilor și a apei în practica religioasă. Interpretările lui Marshall au fost mult dezbătute și uneori contestate în deceniile următoare.
Un sigiliu din Valea Indului prezintă o figură așezată, cu coarne, posibil tricefalică și posibil itifalică, înconjurată de animale. Marshall a identificat figura ca o formă timpurie a zeului hindus Shiva (sau Rudra), care este asociat cu asceză, yoga și linga; considerat un stăpân al animalelor; și adesea descris ca având trei ochi. Prin urmare, sigiliul a devenit cunoscut ca Sigiliul Pashupati, după Pashupati (stăpânul tuturor animalelor), un epitet al lui Shiva. În timp ce opera lui Marshall a câștigat un anumit sprijin, mulți critici și chiar susținători au ridicat mai multe obiecții. Doris Srinivasan a susținut că figura nu are trei fețe sau o postură yoghină și că, în literatura vedică, Rudra nu era un protector al animalelor sălbatice. Herbert Sullivan și Alf Hiltebeitel au respins, de asemenea, concluziile lui Marshall, primul susținând că figura este feminină, în timp ce al doilea a asociat figura cu Mahisha, Zeul Bivol și animalele din jur cu vahana-uri (vehicule) de zeități pentru cele patru direcții cardinale. Scriind în 2002, Gregory L. Possehl a concluzionat că, chiar dacă ar fi adecvat să recunoaștem figura ca o zeitate, asocierea ei cu bivolul de apă și postura ei ca una a disciplinei rituale, considerând-o un proto-Shiva ar merge prea departe. În ciuda criticilor legate de asocierea lui Marshall a sigiliului cu o icoană proto-Shiva, a fost interpretat ca Tirthankara Rishabhanatha de jainiști și de Vilas Adinath Sangave. Istorici ca Heinrich Zimmer și Thomas McEvilley cred că există o legătură între primul Tirthankara Rishabhanatha jainist și Civilizația de pe Valea Indului.
Marshall a emis ipoteza existenței unui cult al închinării la Zeița Mamă bazat pe excavarea mai multor figurine feminine și a crezut că ele ar fi un precursor al sectei hinduse a shaktismului. Cu toate astea, funcția figurinelor feminine în viața oamenilor din Valea Indului rămâne neclară, iar Possehl nu consideră că dovezile ipotezei lui Marshall sunt „teribil de robuste”.

## Perioada harappă târzie

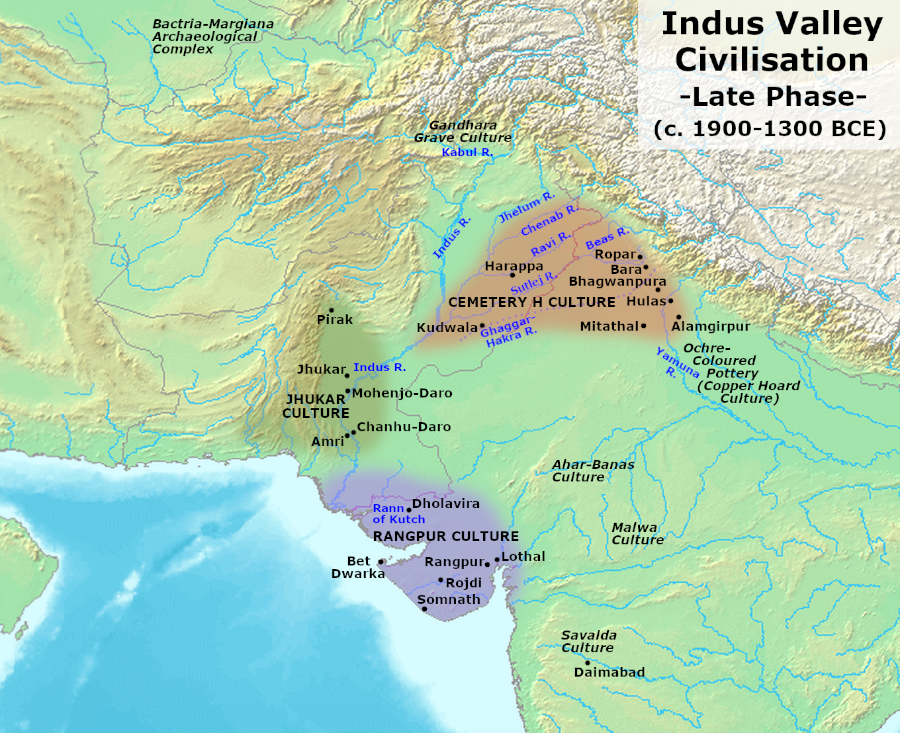
Perioada harappă târzie, circa 1900–1300 î.Hr.

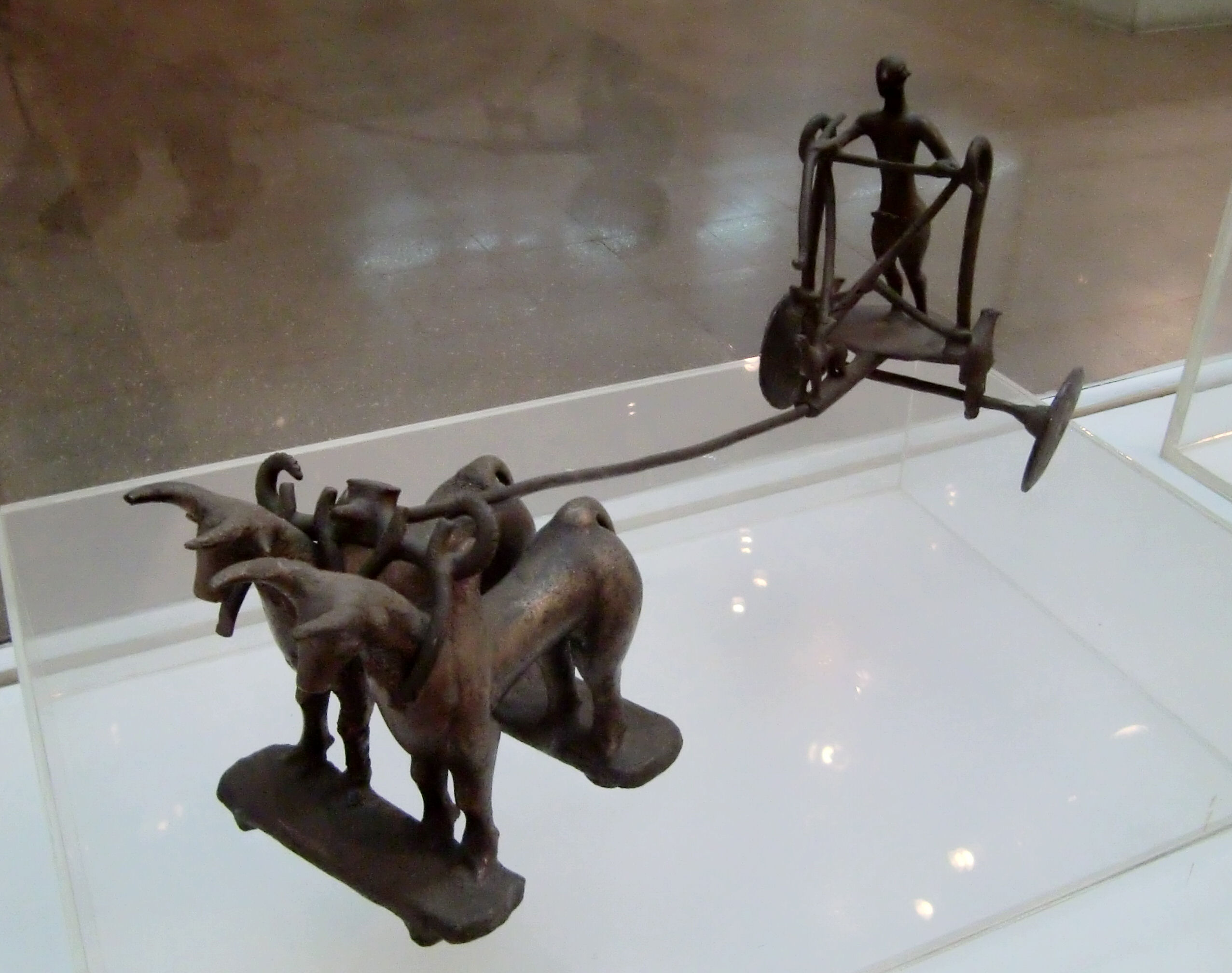
Figurine harappe târzii dintr-un tezaur de la Daimabad, 2000 î.Hr.

În jurul anului 1900 î.Hr. au început să apară semne ale unui declin treptat, iar în jurul anului 1700 î.Hr. majoritatea orașelor au fost abandonate. Examinarea recentă a scheletelor umane de pe situl Harappa a demonstrat că la sfârșitul civilizației harappe a avut loc o creștere a violenței interpersonale și a bolilor infecțioase, cum ar fi lepra și tuberculoza.
Conform istoricului Upinder Singh, „imaginea generală prezentat de faza harappă târzie e una a desființării rețelelor urbane și al extinderii celor rurale”.
În perioada cuprinsă între 1900 și 1700 î.Hr., au apărut mai multe culturi regionale în zona civilizației de pe Valea Indului. Cultura Cimitirului H a fost în Punjab, Haryana și vestul Uttar Pradesh-ului, cultura Jhukar a fost în Sindh, iar cultura Rangpur (caracterizată de ceramică roșie lucioasă) a fost în Gujarat. Alte situri asociate cu faza târzie a culturii harappe sunt Pirak în Baluchistan (Pakistan) și Daimabad în Maharashtra (India).
Cele mai mari situri harappe târzii sunt Kudwala în Cholistan, Bet Dwarka în Gujarat și Daimabad în Maharashtra, care pot să fie considerate urbane, dar sunt mai mici și puține ca număr în comparație cu orașele din perioada harappă matură. Bet Dwarka a fost fortificat și a continuat să aibă contacte cu regiunea Golfului Persic, dar a existat o scădere generală a comerțului pe distanțe mari. Pe de altă parte, perioada a cunoscut, de asemenea, o diversificare a bazei agricole, cu o diversitate a culturilor și apariția dublei culturi, precum și o schimbare a așezării rurale spre est și sud.
Ceramica din perioada harappă târzie e descrisă ca „arătând o anumită continuitate cu tradițiile din perioada matură ale ceramicii harappe”, dar și diferențe distinctive. Multe situri au continuat să fie ocupate timp de câteva secole, chiar dacă caracteristicile lor urbane au scăzut și au dispărut. Fostele obiecte tipice, cum ar fi greutățile din piatră și figurinele feminine, au devenit rare. Există câteva sigilii ștampilă circulare cu designuri geometric, dar lipsite de scriere harappă care a caracterizat faza matură a civilizației. Scrierea e rară și se limitează la inscripții pe cioburi de ceramică. A existat, de asemenea, o scădere a comerțului pe distanțe lungi, deși culturile locale arată inovații în faianță, fabricarea sticlei și sculptarea mărgelelor de piatră. Dotările urbane, precum canalele de scurgere și băile publice, nu mai erau întreținute, iar clădirile mai noi erau „prost construite”. Sculpturile din piatră au fost deliberat vandalizate, obiectele de valoare erau uneori ascunse în tezaure, sugerând neliniște, iar cadavrele animalelor și chiar ale oamenilor erau lăsate neîngropate pe străzi și în clădiri abandonate.
În ultima jumătate a mileniului II î.Hr., majoritatea așezărilor post-urbane harappe târzii au fost abandonate cu totul. Cultura materială ulterioară a fost caracterizată în mod obișnuit de ocupație temporară, „locurile de campare al unei populații nomade și în principal pastorale” și care a folosit „ceramică brută făcută manual”. Totuși, există o continuitate și o suprapunere mai mari între perioada harappă târzie și fazele culturale ulterioare la siturile din Punjab, Haryana și vestul Uttar Pradesh-ului, în principal așezări rurale mici.

### „Invazia ariană”

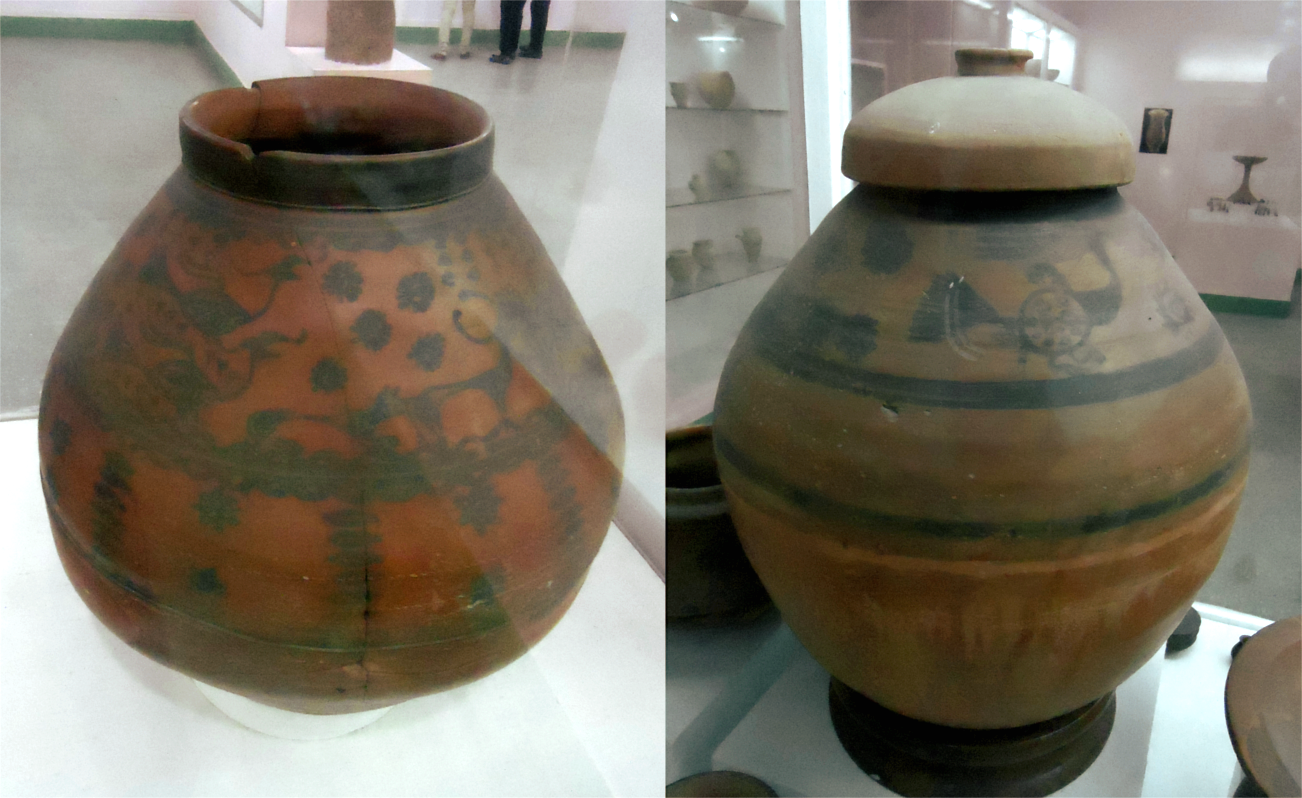
Urne de ceramică pictate de la Harappa (cultura Cimitirului H, circa 1900–1300 î.Hr.)

În 1953, Sir Mortimer Wheeler a propus că invazia unui trib indo-european din Asia Centrală, „arienii”, a provocat declinul civilizației de pe Valea Indului. Ca dovadă, el a citat un grup de 37 de schelete găsite în diferite părți ale Mohenjo-daro-ului și pasaje din Vede referitoare la bătălii și forturi. Totuși, oamenii de știință au început repede să respingă teoria lui Wheeler, deoarece scheletele aparțineau unei perioade de după abandonarea orașului și niciunul nu a fost găsit lângă cetate. Examinările ulterioare ale scheletelor efectuate de Kenneth Kennedy în 1994 au arătat că semnele de pe cranii au fost cauzate de eroziune și nu de violență.
În cultura Cimitirului H (faza harappă târzie din regiunea Punjab), unele dintre designurile pictate pe urnele funerare au fost interpretate prin prisma literaturii vedice: de exemplu, păuni cu corpuri goale și o mică formă umană în interior, care au fost interpretați ca suflete ale morților și un câine care poate să fie văzut ca câinele lui Yama, zeul morții. Lucrul ăsta poate să indice introducerea de noi credințe religioase în această perioadă, dar dovezile arheologice nu susțin ipoteza că oamenii culturii Cimitirului H ar fi fost distrugătorii orașelor harappe.

### Schimbări climatice și secete
Cauzele contribuționale sugerate pentru localizarea CVIului includ modificări în cursul râului, și schimbările climatice, care sunt semnalate și în zonele învecinate din Orientul Mijlociu. Începând din 2016, mulți cercetători cred că seceta și un declin al schimburilor comerciale cu Egiptul și Mesopotamia, au cauzat prăbușirea civilizației de pe Valea Indului. Schimbările climatice care au provocat prăbușirea civilizației de pe Valea Indului s-au datorat, probabil, „unei mega-secete bruște și critice, și de răcire în urmă cu 4.200 de ani”, care marchează debutul Erei Meghalayene, etapa actuală a Holocenului.
Sistemul Ghaggar-Hakra era hrănit cu ploaie, iar alimentarea cu apă depindea de musoni. Clima civilizației de pe Valea Indului a devenit semnificativ mai răcoroasă și mai uscată din aproximativ 1800 î.Hr., lucru legat de o slăbire generală a musonului în acel moment. Musonul indian a scăzut iar ariditatea a crescut, Ghaggar-Hakra retrăgându-și portul spre poalele Himalayei, ducând la inundații neregulate și mai puțin extinse care au făcut agricultura de inundații mai puțin durabilă.
Aridificarea a redus suficient aportul de apă pentru a provoca moartea civilizației și pentru a îi împrăștia populația spre est. Conform Giosan și colab. (2012), rezidenții CVIului nu au dezvoltat capacități de irigare, bazându-se în principal pe musonii sezonieri care duc la inundații de vară. Pe măsură ce musonii continuau să se deplaseze spre sud, inundațiile au devenit prea neregulate pentru activități agricole durabile. Locuitorii au migrat apoi către bazinul Gangelui din est, unde au înființat sate mai mici și ferme izolate. Micul surplus produs în aceste mici comunități nu a permis dezvoltarea comerțului, iar orașele au dispărut.

### Cutremure
Există dovezi arheologice ale unor cutremure majore la Dholavira în 2200 î.Hr., precum și la Kalibangan în 2700 și 2900 î.Hr.. O astfel de succesiune de cutremure, împreună cu seceta, ar fi putut să contribuie la declinul sistemului Ghaggar-Harka. Modificările nivelului mării se găsesc, de asemenea, în două posibile porturi maritime de-a lungul coastei Makran, care sunt acum în interior. Cutremurele ar fi putut să contribuie la declinul mai multor situri prin deteriorarea directă, prin schimbarea nivelului mării sau prin schimbarea alimentării cu apă.

### Continuitate și coexistență
Săpăturile arheologice indică faptul că declinul harapp i-a condus pe oameni spre est. Conform lui Possehl, după 1900 î.Hr. numărul siturilor din India de astăzi a crescut de la 218 la 853. Potrivit lui Andrew Lawler, „săpăturile de-a lungul câmpiei Gangelui arată că orașele au început să apară acolo începând cu aproximativ 1200 î.Hr., la doar câteva secole după ce Harappa a devenit pustie și mult mai devreme decât s-a suspectat.” Conform lui Jim Shaffer, a existat o serie continuă de dezvoltări culturale, la fel ca în majoritatea zonelor lumii. Acestea leagă „așa-numitele două faze majore ale urbanizării din Asia de Sud”.
La situri ca Bhagwanpura (în Haryana), săpăturile arheologice au descoperit o suprapunere între faza finală a ceramicii târzii harappe și cea mai timpurie fază a ceramicii gri, aceasta din urmă fiind asociată cu cultura vedică și datând din jurul anului 1200 î.Hr.. Acest sit oferă dovezi ale mai multor grupuri sociale care ocupă același sat, dar care folosesc ceramică diferită și trăiesc în diferite tipuri de case: „în timp, ceramica harappă târziu a fost înlocuită treptat de ceramică gri”, iar alte modificări culturale indicate de arheologie includ introducerea calului, uneltele de fier și noile practici religioase.
Există, de asemenea, un sit harapp numit Rojdi în districtul Rajkot din Saurashtra. Săpăturile sale au început sub o echipă arheologică de la Departamentul de Arheologie de Stat din Gujarat și Muzeul Universității din Pennsylvania, în anii 1982–1983. În raportul lor despre săpăturile arheologice de la Rojdi, Gregory Possehl și M.H. Raval scriu că, chiar dacă există „semne evidente de continuitate culturală” între civilizația harappă și culturile ulterioare din Asia de Sud, multe aspecte ale „sistemului sociocultural” și ale „civilizației integrate” harappe au fost „pierdute pentru totdeauna”, în timp ce a doua urbanizare a Indiei (începând cu cultura de nord a ceramicii negre lucioase, circa 600 î.Hr.) „se află în afara acestui mediu sociocultural”.

## Perioada postharappă
Anterior, cercetătorii credeau că declinul civilizației harappe a dus la o întrerupere a vieții urbane în subcontinentul indian. Cu toate astea, civilizația de pe Valea Indului nu a dispărut brusc și multe elemente ale civilizației apar în culturile ulterioare. Cultura Cimitirului H poate să fie manifestarea perioadei harappe târzii într-o zonă extinsă din regiunea Punjab, Haryana și vestul Uttar Pradesh-ului, iar cultura ceramicii colorate ocru, succesorul său. David Gordon White citează alți trei cărturari care „au demonstrat cu emfază” că religia vedică derivă parțial din cea a civilizației de pe Valea Indului.
Începând din 2016, datele arheologice sugerează că cultura materială clasificată ca harappă târzie ar fi putut să persiste până cel puțin în circa 1000–900 î.Hr. și a fost parțial contemporană cu cultura ceramicii pictate gri. Arheologul de la Harvard, Richard Meadow, evidențiază așezarea harappă târzie Pirak, care a prosperat continuu din 1800 î.Hr. până la momentul invaziei lui Alexandru cel Mare în 325 î.Hr.
În urma localizării civilizației de pe Valea Indului, au apărut culturi regionale, în diferite grade, arătând influența civilizației. În fostul oraș mare Harappa, au fost găsite înmormântări care corespund unei culturi regionale numite cultura Cimitirului H. În același timp, cultura ceramicii colorate ocru s-a extins din Rajasthan în Câmpia Gangetică. Cultura Cimitirului H are cele mai vechi dovezi ale incinerării; o practică dominantă în hinduismul de astăzi.
Locuitorii civilizației din Valea Indului au migrat de pe văile râurilor Ind și Ghaggar-Hakra, spre poalele Himalayei din bazinul Ganga-Yamuna.

## Contextul istoric

### Orientul Apropiat

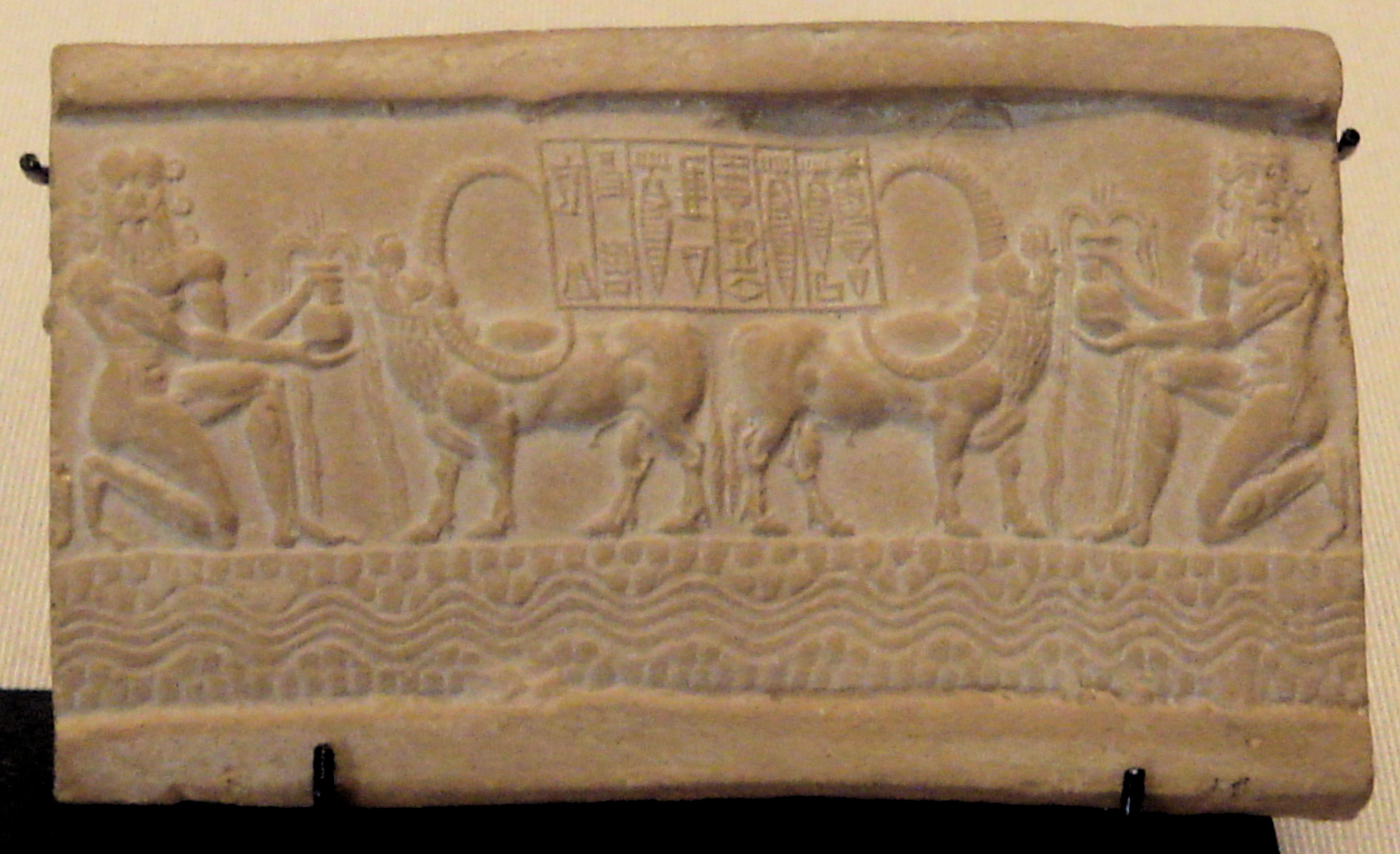
Impresia unui sigiliu cilindric al Imperiului Akkadian, cu textul: „Prințul Divin Șarkalișarri al Akkadului, Scribul Ibni-Sharrum servitorul lui”. Se crede că bivolul cu coarne lungi ar fi venit din Valea Indului, fiind o mărturie a schimburilor cu Meluhha, civilizația de pe Valea Indului. Circa 2217–2193 î.Hr., Luvru.

Faza matură a civilizației de pe Valea Indului e contemporană cu Epoca Bronzului Timpurie și Mijlocie în Orientul Apropiat Antic, în special cu perioada Elamită Veche, cea dinastică timpurie, Imperiul Akkadian până la A III-a Dinastie a Urului, Creta minoică prepalatială și Vechiul Regat Egiptean până la Prima Perioadă Intermediară.
Civilizația harappă a fost comparată în special cu civilizațiile Elamului (de asemenea în contextul ipotezei elamo-dravidiene) și cu Creta minoică (datorită paralelelor culturale izolate, cum ar fi venerarea omniprezentă a zeiței și reprezentările săritului peste tauri). CVIul a fost identificat provizoriu cu toponimul Meluhha cunoscut din consemnările sumeriene; sumerienii i-au numit Meluhhaites.
Shahr-i-Sokhta, situat în sud-estul Iranului, prezintă o rută comercială cu Mesopotamia. Un număr de sigilii cu scriere harappă au fost găsite și în siturile mesopotamiene.

### Dasyu
După descoperirea civilizației de pe Valea Indului în anii 1920, aceasta a fost imediat asociată cu indigenii Dasyu inamici ai triburilor rigvedice în numeroase imnuri ale Rigveda. Mortimer Wheeler a interpretat prezența multor cadavre neîngropate găsite în nivelurile superioare ale Mohenjo-daro-ului ca fiind victimele unei cuceriri războinice și a declarat faimos că „Indra este acuzat” de distrugerea civilizației harappe. Asocierea CVIului cu Dasyus, care locuiau în orașe, rămâne ademenitoare, deoarece perioada presupusă a primei migrații indo-ariene în India corespunde cu perioada declinului civilizației harappe văzută în evidența arheologică. Cu toate acestea, descoperirea civilizației harappe urbană și avansată a schimbat viziunea secolului al XIX-lea despre migrația indo-ariană timpurie ca o „invazie” a unei culturi avansate în detrimentul unei populații aborigene „primitive” într-o aculturare treptată a „barbarilor” nomazi pe o civilizație urbană avansată, comparabilă cu migrațiile germanice de după Căderea Romei sau cu invazia kasită a Babiloniei. Această îndepărtare de scenariile simpliste „invasioniste” este paralelă cu evoluții similare în ceea ce privește interferența lingvistică și mișcarea populației în general, cum ar fi în cazul migrației vorbitorilor proto-greci în Grecia sau indo-europenizării Europei de Vest.

### Munda
Proto-munda (sau para-munda) și un „filum pierdut” (probabil înrudit sau ancestral cu limba nihali) au fost propuși ca alți candidați pentru limba harappă. Michael Witzel sugerează un limbaj de bază, prefixant, similar cu cel austroasiatic, în special limba khasi; el susține că Rigveda prezintă semne ale acestei influențe harappe ipotetice la cel mai vechi nivel istoric și dravidiene doar la nivelurile ulterioare, sugerând că vorbitorii austroasiatici au fost locuitorii originari ai Punjabului și că indo-arienii s-au întâlnit cu vorbitorii dravidieni doar în vremurile ulterioare.